# Washington, D.C.
Der District of Columbia oder Washington, D.C. [ˈwɔʃɪŋtn̩] ist Bundesdistrikt, Regierungssitz und seit 1800 die Hauptstadt der Vereinigten Staaten. Der Distrikt grenzt an die Bundesstaaten Virginia und Maryland, ist aber selbst kein Bundesstaat und keinem zugehörig. Er ist vielmehr dem Kongress der Vereinigten Staaten direkt unterstellt. Trotz Namensgleichheit mit dem Bundesstaat Washington an der Westküste der Vereinigten Staaten wird Washington, D.C. im deutschen Sprachraum meist nur „Washington“ genannt; D.C. steht dabei für den District of Columbia.
Bei der Volkszählung 2020 hatte Washington, D.C. 689.545 Einwohner. Das war nach einem stetigen Abfall der Einwohnerzahl seit 1950 der erste größere Zuwachs. Der Großraum Washington hatte 6.385.162 Einwohner. Zusammen mit dem benachbarten Großraum Baltimore hatte die Region laut Zensus insgesamt 9.973.383 Einwohner.
Mit dem Weißen Haus als Amts- und Wohnsitz des Präsidenten und dem Kapitol, das den Kongress (bestehend aus Senat und Repräsentantenhaus) beherbergt, sowie dem Obersten Gerichtshof befinden sich die Spitzen aller drei verfassungsmäßigen Gewalten in der Stadt. Washington ist darüber hinaus Sitz des Internationalen Währungsfonds, der Weltbank und der Organisation Amerikanischer Staaten.

## Name
Die offizielle Bezeichnung der amerikanischen Hauptstadt ist District of Columbia. Columbia, abgeleitet vom Namen des Seefahrers Kolumbus, war zur Zeit der Namensgebung eine gebräuchliche poetische Bezeichnung für Amerika. Die Stadt Washington ist nach George Washington benannt, dem Oberbefehlshaber im Unabhängigkeitskrieg und ersten Präsidenten der Vereinigten Staaten. Als die Städte Washington und Georgetown sowie das Washington County im District of Columbia Organic Act von 1871 aufgehoben wurden, wurde festgelegt, dass der Teil des Distrikts, in dem die bisherige Stadt Washington lag, weiterhin als Washington bezeichnet werden solle. Als pars pro toto setzte Washington, D.C. sich dann als übliche Bezeichnung für den gesamten Distrikt durch.

## Geographie

Satellitenaufnahme des Großraums Washington, D.C.

Washington, D.C. befindet sich nahe der Ostküste des Landes, etwa 35 km westlich der Chesapeake Bay, einer Bucht des Atlantischen Ozeans. Die Höhe über dem Meeresspiegel variiert zwischen 0 und 125 m. Die Stadt liegt an der Mündung des Anacostia River in den Potomac River, und zwar am linken Ufer des Potomac zwischen den Bundesstaaten Maryland im Nordosten und Virginia im Südwesten.

### Stadtanlage
Der District of Columbia wurde aus von Maryland und Virginia abgetretenem Land gebildet, um die Bundesregierung und den Kongress dem Zugriff der damals noch sehr mächtigen Einzelstaaten zu entziehen und eine städtebaulich durchgeplante, moderne und repräsentative Hauptstadt der neuen Republik zu bilden.
Der ursprüngliche Distrikt hatte eine Fläche von 100 Quadratmeilen (258,9 km²), was die in der Verfassung der Vereinigten Staaten vorgeschriebene Obergrenze darstellt. Er war ein Quadrat mit 10 Meilen (16,1 km) Kantenlänge, dessen Ecken genau in die vier Himmelsrichtungen zeigen.

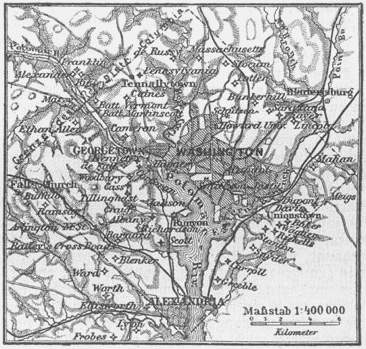
Historische Karte (Meyers 1888)

Das auf dem westlichen Ufer des Potomac gelegene Gebiet, das ursprünglich vom Staat Virginia abgetreten worden war, wurde 1846 an diesen zurückgegeben, da die Stadt weniger schnell gewachsen war als erwartet (heute Arlington County und teilweise Alexandria). Hierdurch verkleinerte sich die Fläche auf 177 km². Der Distrikt besteht seitdem nur noch aus Gebieten, die ursprünglich von Maryland kamen.

### Gliederung

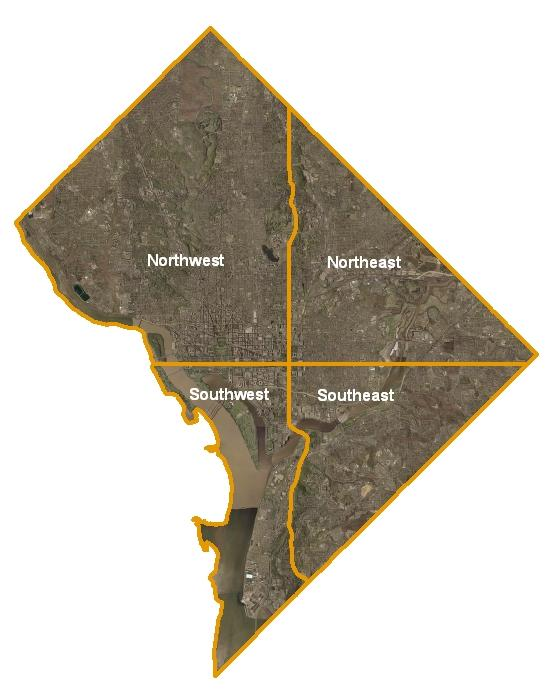
Gliederung in vier Quadranten
Gliederung in acht Bezirke (wards)
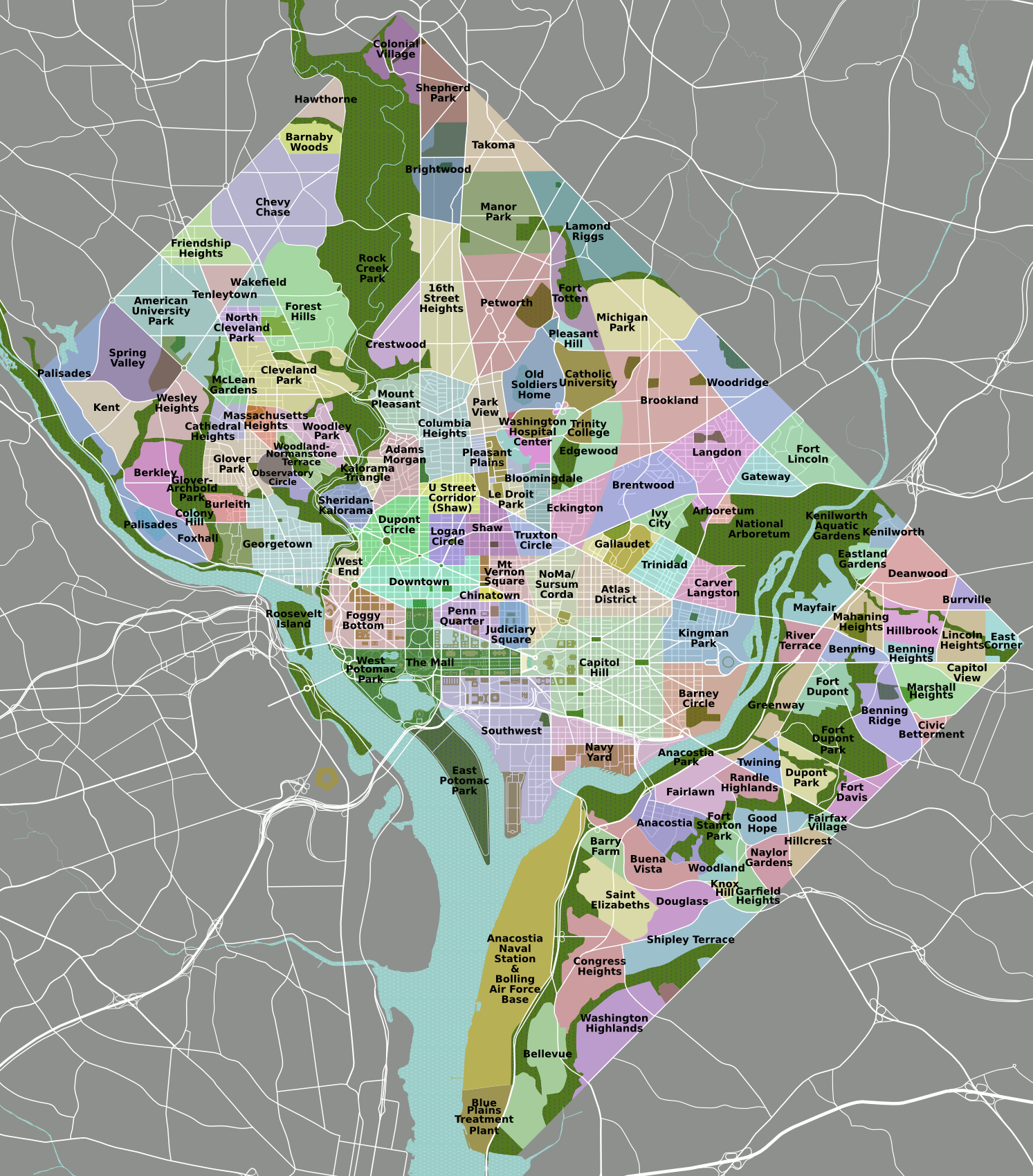
Gliederung in Stadtviertel (neighborhoods)
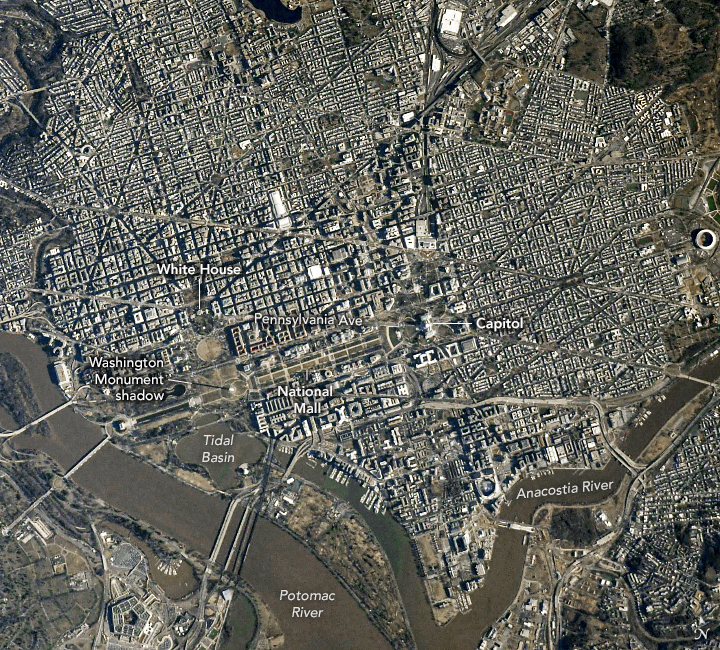
Satellitenbild des Stadtkerns, 3. März 2021

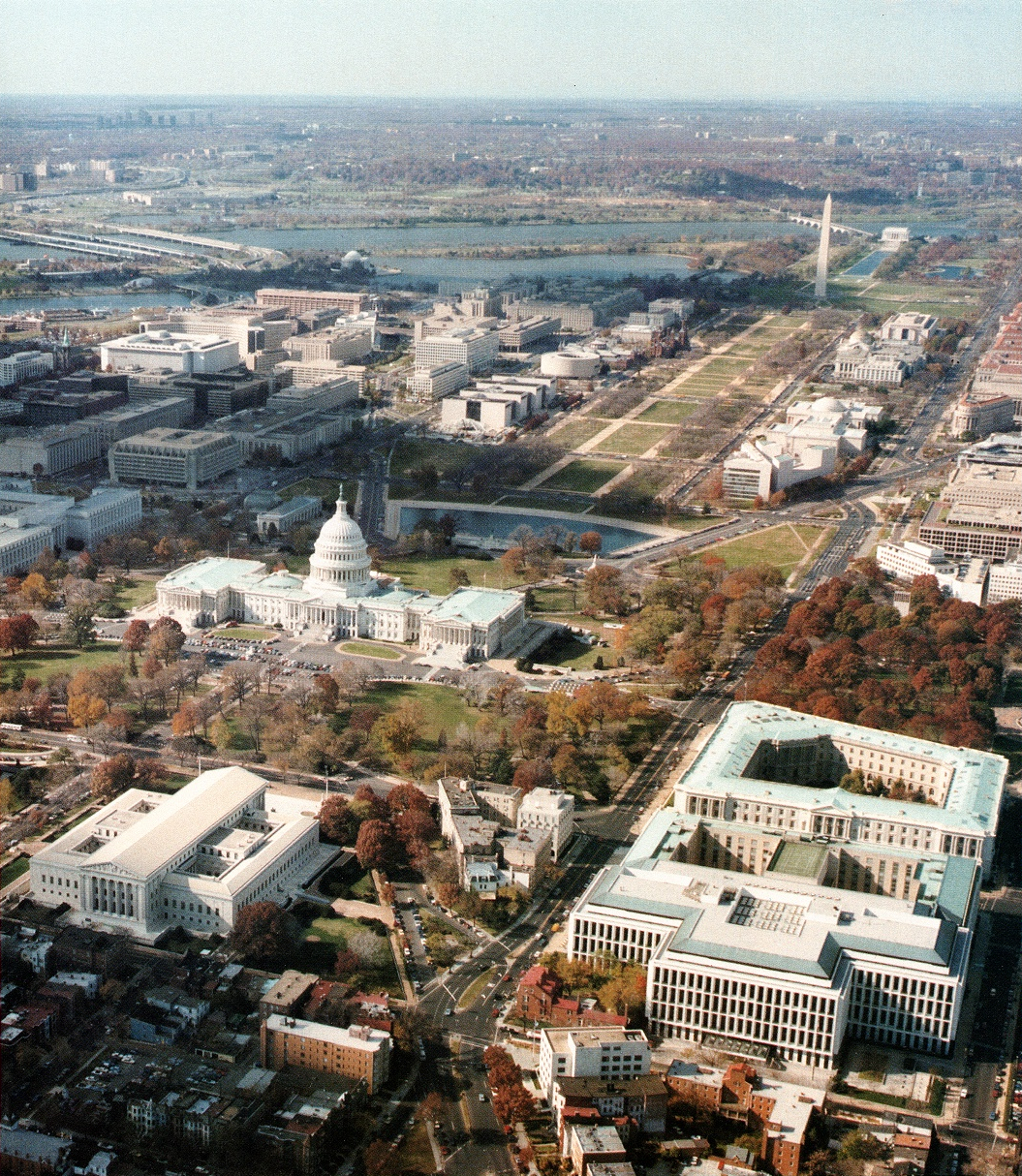
Luftbild von Washington

Geographisch ist Washington D.C. in die vier Quadranten Northwest (NW), Southwest (SW), Northeast (NE) und Southeast (SE) eingeteilt, deren Grenzen am Kapitol aufeinandertreffen. Politisch ist die Stadt in acht Bezirke (wards) eingeteilt, die jeweils eigene Repräsentanten in den Stadtrat wählen.
Die Straßen sind überwiegend gerade angelegt und durchnummeriert. Die von Ost nach West verlaufenden Straßen sind alphabetisch geordnet (vgl. Mannheimer Quadrate), die in Nord-Süd-Richtung sind durchnummeriert. Die Nummerierung bzw. Alphabetisierung beginnt in allen Richtungen am Kapitol. Die großen diagonal verlaufenden Straßen werden als Avenues bezeichnet und sind zumeist nach Bundesstaaten benannt.

### Stadtbild
Die bekanntesten Gebäude sind das Weiße Haus und das Kapitol. Das ebenso bekannte Pentagon liegt jedoch außerhalb der Stadt in Arlington. Es gibt in Washington keine Wolkenkratzer, weil kein Gebäude höher sein darf als die Breite der angrenzenden Straße plus 6,1 m. Drei Bauwerke fallen jedoch nicht unter diese Regelung, da sie fertiggestellt oder zumindest geplant waren, ehe das Gesetz Anfang des 20. Jahrhunderts in Kraft trat: das Washington Monument, der Turm des Old Post Office und die Washington National Cathedral.

### Klima
Washington befindet sich in der subtropischen Klimazone mit kontinentalen Einflüssen im Winter und hat nach Köppen ein feucht-subtropisches Klima (effektive Klimaklassifikation: Cfa).
Die durchschnittliche Jahrestemperatur beträgt 15,2 °C, die Niederschlagssumme 1.062 mm. Die größten Niederschlagsmengen werden im Juni und Juli erreicht. Im Schnitt sind 40,1 Tage heißer als 32 °C und 60,0 Nächte kälter als 0 °C.
|                        | Jan  | Feb  | Mär  | Apr  | Mai   | Jun   | Jul   | Aug  | Sep  | Okt  | Nov  | Dez  |   |         |
| Mittl. Temperatur (°C) | 3,1  | 4,4  | 8,7  | 14,6 | 19,6  | 24,6  | 27,2  | 26,3 | 22,4 | 16,0 | 9,9  | 5,4  | ⌀ | 15,2    |
| Mittl. Tagesmax. (°C)  | 7,1  | 9,1  | 13,6 | 20,0 | 24,7  | 29,5  | 32,0  | 31,0 | 27,1 | 20,8 | 14,6 | 9,3  | ⌀ | 19,9    |
| Mittl. Tagesmin. (°C)  | −1,1 | −0,1 | 3,7  | 9,1  | 14,4  | 19,7  | 22,4  | 21,7 | 17,8 | 11,2 | 5,3  | 1,4  | ⌀ | 10,5    |
|                        |      |      |      |      |       |       |       |      |      |      |      |      |   |         |
| Niederschlag (mm)      | 72,6 | 66,5 | 88,9 | 81,5 | 100,1 | 106,7 | 110,0 | 82,6 | 99,8 | 93,0 | 73,9 | 86,6 | Σ | 1.062,2 |
|                        |      |      |      |      |       |       |       |      |      |      |      |      |   |         |
| Wassertemperatur (°C)  | 3    | 3    | 8    | 14   | 20    | 25    | 28    | 28   | 25   | 18   | 12   | 5    | ⌀ | 15,8    |

| −1,1 |

| −0,1 |

| 3,7 |

| 9,1 |

| 14,4 |

| 19,7 |

| 22,4 |

| 21,7 |

| 17,8 |

| 11,2 |

| 5,3 |

| 1,4 |

| −1,1 |

| −0,1 |

| 3,7 |

| 9,1 |

| 14,4 |

| 19,7 |

| 22,4 |

| 21,7 |

| 17,8 |

| 11,2 |

| 5,3 |

| 1,4 |

|                        | Jan  | Feb  | Mär  | Apr  | Mai  | Jun  | Jul  | Aug  | Sep  | Okt  | Nov  | Dez  |   |       |
| Mittl. Temperatur (°C) | 1,4  | 3,1  | 8,4  | 13,6 | 19,1 | 24,2 | 26,7 | 25,8 | 21,8 | 15,4 | 9,9  | 4,1  | ⌀ | 14,5  |
| Mittl. Tagesmax. (°C)  | 5,7  | 7,7  | 13,6 | 19,3 | 24,6 | 29,3 | 31,4 | 30,5 | 26,7 | 20,6 | 14,6 | 8,3  | ⌀ | 19,4  |
| Mittl. Tagesmin. (°C)  | −2,9 | −1,6 | 3,2  | 8,0  | 13,7 | 19,2 | 21,9 | 21,1 | 16,9 | 10,2 | 5,1  | −0,2 | ⌀ | 9,6   |
|                        |      |      |      |      |      |      |      |      |      |      |      |      |   |       |
| Niederschlag (mm)      | 69,1 | 68,8 | 80,5 | 68,8 | 93,0 | 85,9 | 96,5 | 99,3 | 84,1 | 76,7 | 79,2 | 79,2 | Σ | 981,1 |
|                        |      |      |      |      |      |      |      |      |      |      |      |      |   |       |
| Sonnenstunden (h/d)    | 4,7  | 5,4  | 6,6  | 7,4  | 8,4  | 9,4  | 9,0  | 8,5  | 7,5  | 6,6  | 5,0  | 4,3  | ⌀ | 6,9   |
|                        |      |      |      |      |      |      |      |      |      |      |      |      |   |       |
| Luftfeuchtigkeit (%)   | 64   | 61   | 59   | 59   | 65   | 66   | 68   | 70   | 70   | 69   | 66   | 64   | ⌀ | 65,1  |

| −2,9 |

| −1,6 |

| 3,2 |

| 8,0 |

| 13,7 |

| 19,2 |

| 21,9 |

| 21,1 |

| 16,9 |

| 10,2 |

| 5,1 |

| −0,2 |

| −2,9 |

| −1,6 |

| 3,2 |

| 8,0 |

| 13,7 |

| 19,2 |

| 21,9 |

| 21,1 |

| 16,9 |

| 10,2 |

| 5,1 |

| −0,2 |

## Geschichte

### Der Weg zur Hauptstadt

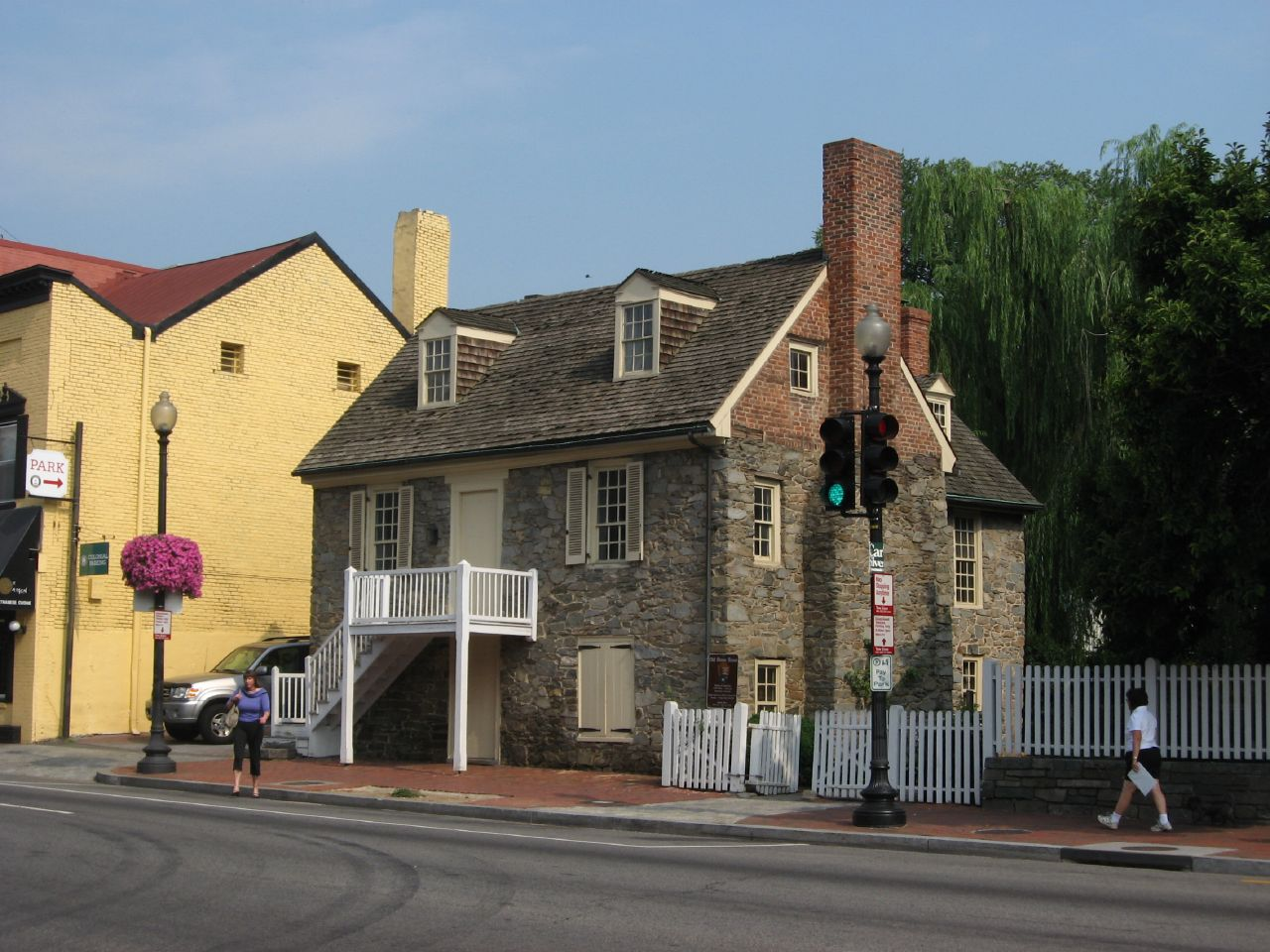
Old Stone House, das älteste Gebäude Washingtons im Stadtteil Georgetown, 3051 M Street, erstmals 1764 erwähnt

Entwicklung des District of Columbia

Als im 17. Jahrhundert die Europäer erstmals auf dem Gebiet des heutigen District of Columbia ankamen, war es von einem Indianerstamm, den Nacotchtank, bewohnt, die am Anacostia River siedelten. 1749 wurde am Potomac die Stadt Alexandria als Teil der Kolonie Virginia gegründet, 1751 etwas weiter nördlich und auf der anderen Flussseite die nach König Georg II. benannte Stadt Georgetown als Teil der Kolonie Province of Maryland.

Karte der späteren „City of Washington“: Unweit von „Hamburgh“ entstand später das Weiße Haus.

1788 argumentierte James Madison in den Federalist Papers (Nr. 43), dass die zukünftige Bundesregierung die Kontrolle über die Bundeshauptstadt haben müsse. In der Verfassung der Vereinigten Staaten wurde dem Kongress das Recht zugesprochen, einen „District“ mit einer Größe von 10 mal 10 Meilen für den Regierungssitz per Gesetz festlegen zu können. Die erste Hauptstadt nach der Ratifizierung der Verfassung war New York City (1788–1790). George Washington legte den Amtseid als erster Präsident der Vereinigten Staaten auf dem Balkon der dortigen Federal Hall ab. Im Residence Act von 1790 wurde beschlossen, Philadelphia für zehn Jahre zur Hauptstadt zu machen und sich in der Zwischenzeit nach einem permanenten Platz am Potomac umzusehen. Präsident Washington wählte ein Gebiet, das sowohl Teile von Maryland als auch von Virginia umschloss. Zu jener Zeit bestand das Gebiet in erster Linie aus Wiesen- und Sumpfland. Außenminister Thomas Jefferson war sehr an der Hauptstadtfrage interessiert und erstellte nach europäischen Vorbildern eine erste planerische Skizze für das Gebiet, wo damals eine Stadt namens Hamburgh lag. Es wurde geplant, dass der Kongress in der neuen Hauptstadt am ersten Montag im Dezember 1800 tagen sollte. Washington ist also eine Planhauptstadt.
1791 wurde das Gebiet des District of Columbia aus den Staaten Maryland und Virginia herausgenommen. Es ist beiderseits des Potomac gelegen und war ursprünglich ein Quadrat mit einer Seitenlänge von genau 10 Meilen, also etwa 16,1 Kilometern. Die Lage kam durch einen Handel von Thomas Jefferson, der aus Virginia stammte, mit Alexander Hamilton, dessen Heimat New York City ursprünglich Sitz der Regierung war, zustande: Jefferson unterstützte Hamiltons Pläne einer Nationalbank, dafür stimmte dieser einer in den Südstaaten gelegenen Hauptstadt zu.

Generalplan von Pierre Charles L’Enfant

Pierre Charles L’Enfant wurde beauftragt, die „Federal City“ zu gestalten. Als Inspiration legte ihm Thomas Jefferson auch verschiedene Stadtpläne vor, die er von seiner Europareise 1788 mitgebracht hatte, darunter Pläne von Frankfurt am Main, Karlsruhe, Amsterdam, Paris, Orléans, Montpellier, Turin und Mailand. L’Enfant entwickelte eine erste Version für einen Stadtplan, überwarf sich dann aber mit den Auftraggebern aus dem Kongress, so dass er von dem Projekt abberufen wurde. Die weitere Planung wurde dann in die Hände des Landvermessers Andrew Ellicott gelegt, der die ursprünglichen Pläne von L’Enfant stark modifizierte.
Der Bau der neuen Hauptstadt wurde mit dem künftigen Amtssitz der US-Präsidenten, dem Weißen Haus, am 13. Oktober 1792 begonnen. Noch heute vermerkt dort eine Gedenktafel: „Dieser Grundstein des Hauses des Präsidenten wurde im 17. Jahr der Unabhängigkeit der Vereinigten Staaten von Amerika am 13. Oktober 1792 gelegt. Präsident: George Washington, Kommissionäre: Thomas Johnson, Doktor Stewart, Daniel Carroll, Architekt: James Hoban, Baumeister: Collen Williamson. Vivat Republica“
Am 11. Juni 1800 wurde Washington ständige Hauptstadt der Vereinigten Staaten. Präsident John Adams siedelte mit seiner Regierung im Juni 1800 nach Washington um. Am 17. November 1800 trat der Kongress zum ersten Mal in der neuen Hauptstadt zusammen.
Mit dem District of Columbia Organic Act von 1801 kam der District of Columbia unter die direkte Verwaltung des Bundeskongresses. Die Städte Alexandria und Georgetown wurden in den District of Columbia integriert, das Gebiet nordöstlich des Potomac wurde als Washington County organisiert, das Gebiet südwestlich des Potomac als Alexandria County.

### 19. Jahrhundert

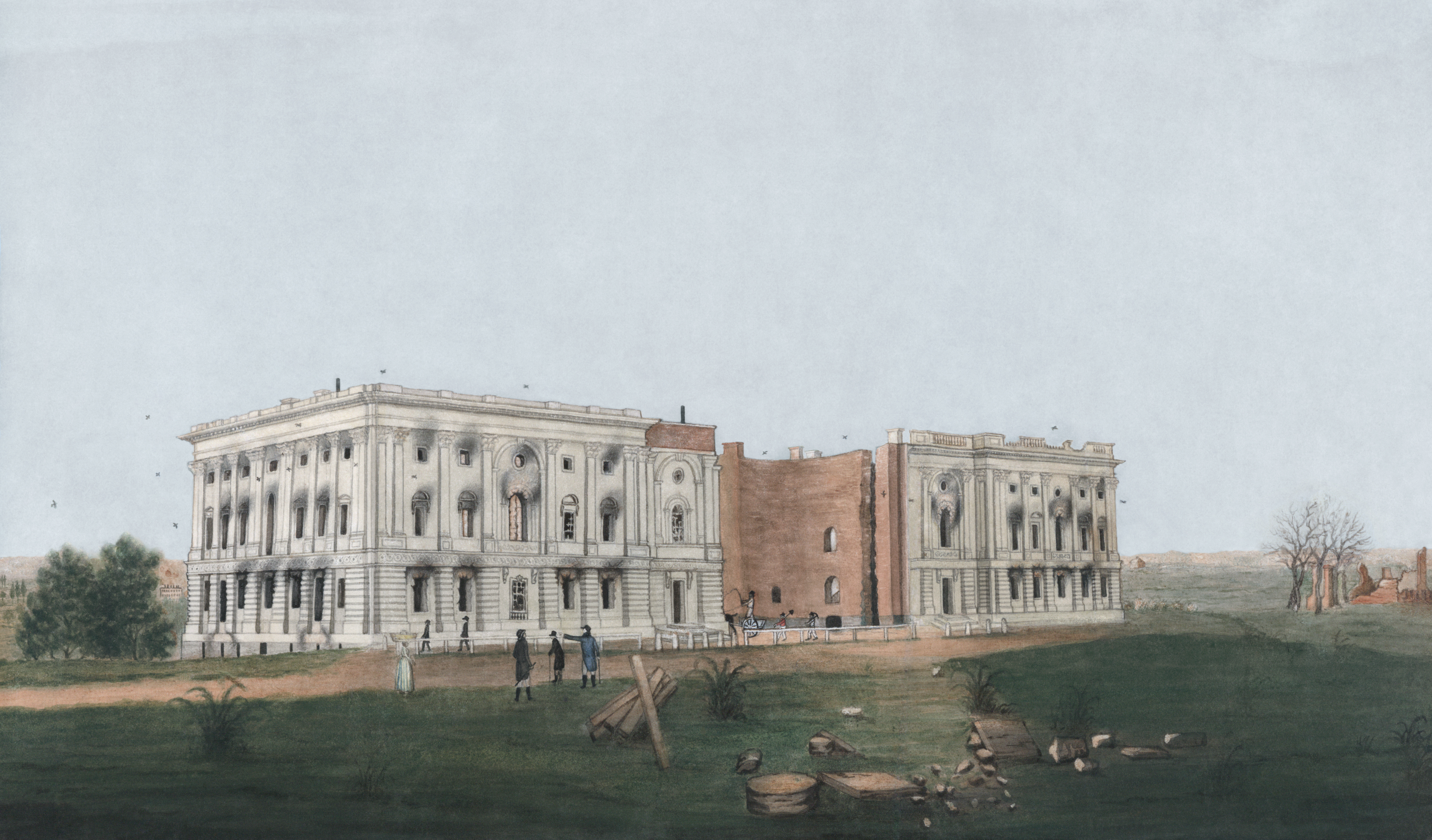
Das von britischen Truppen im Jahr 1814 zerstörte Gebäude des Kapitols. Mit Wasserfarbe kolorierte Zeichnung von George Munger.

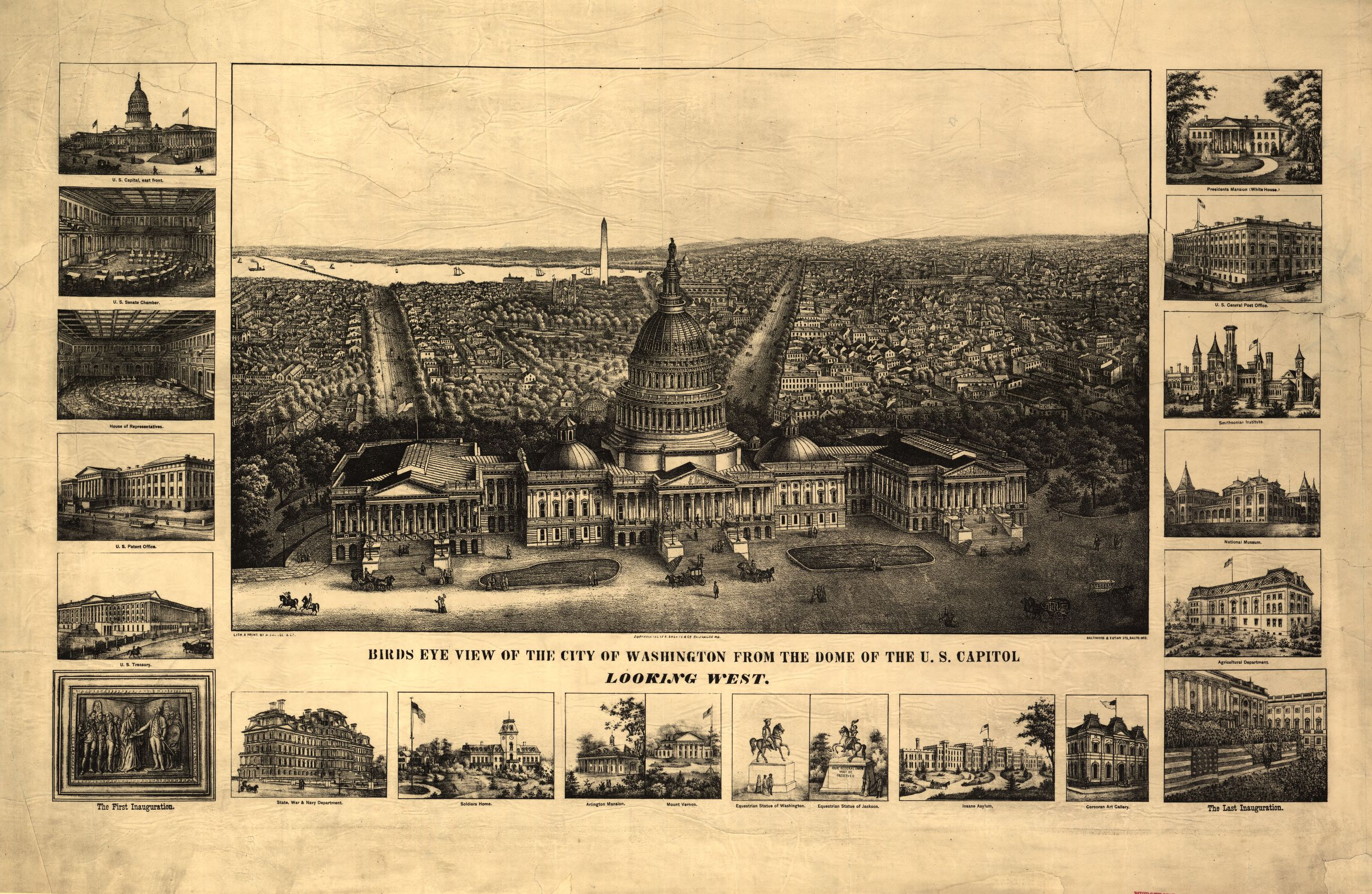
Ansicht Washingtons um 1862

Da Wahlen damals von den Bundesstaaten organisiert wurden, hatten die Bewohner des District of Columbia keinerlei Wahlrecht. Da es sich zum großen Teil um Beamte bzw. Regierungsangestellte handelte, entsprach dies in gewisser Weise auch dem Prinzip der Gewaltenteilung. Mit dem Wachsen der Stadt Washington und der Zunahme nicht bei der Regierung beschäftigter Einwohner wurde dies aber zunehmend als undemokratischer Anachronismus gesehen.
Am 24. August 1814, während des Britisch-Amerikanischen Krieges, wurde die Stadt von einer 4500 Mann starken britischen Streitmacht aus Armee- und Marineeinheiten erobert. Dabei wurde unter anderem das Kapitol zerstört und das Weiße Haus beschädigt. Präsident James Madison musste mit seiner Regierung nach Virginia fliehen. Die Washington-Kampagne der Briten vom 19. bis 29. August 1814 hatte eher symbolischen Charakter und sollte den Amerikanern verdeutlichen, sich nicht mit Großbritannien anzulegen (“Britain is not a country to mess around with”).
Seit den 1830er Jahren gab es Bestrebungen, das westlich des Potomac gelegene Alexandria County wieder Virginia anzugliedern. Gründe waren der Verlust des Wahlrechts durch den besonderen Status des District of Columbia, der wirtschaftliche Niedergang durch den ausschließlichen Bau von Bundesgebäuden auf der Maryland zugewandten Seite des Potomac und die Angst, die wirtschaftlich bedeutende Sklaverei könne im District of Columbia verboten werden. Nachdem die Virginia General Assembly im Februar 1846 zugestimmt hatte, das Gebiet zurückzunehmen, beschloss der Kongress im Juli 1846, ein Referendum über die Rückgabe abzuhalten. Im September 1846 stimmten die Einwohner von Alexandria mit 763 zu 222 für die Rückgabe, die Einwohner des Alexandria County mit 106 zu 29 dagegen; Präsident James K. Polk proklamierte daraufhin die Rückgabe. Wegen Vorbehalten, dass die Einwohner von Alexandria County nicht ausreichend berücksichtigt worden seien, akzeptierte Virginia die Rückgabe erst nach langer Debatte am 13. März 1847.
Im Kompromiss von 1850 wurde für den District of Columbia der Sklavenhandel, nicht aber die Haltung verboten. Im Sezessionskrieg von 1861 bis 1865 stieg die Einwohnerzahl durch den gestiegenen Bedarf an Bundesbeamten und durch geflohene Sklaven stark an. 1862 wurde durch den Compensated Emancipation Act die Sklaverei durch obligatorischen staatlichen Freikauf beendet, noch vor der Emanzipationsproklamation im folgenden Jahr.
Im District of Columbia Organic Act von 1871 wurden die Städte Washington und Georgetown sowie das Washington County aufgehoben und der District of Columbia unter einheitliche Verwaltung gestellt.

### 20. und 21. Jahrhundert

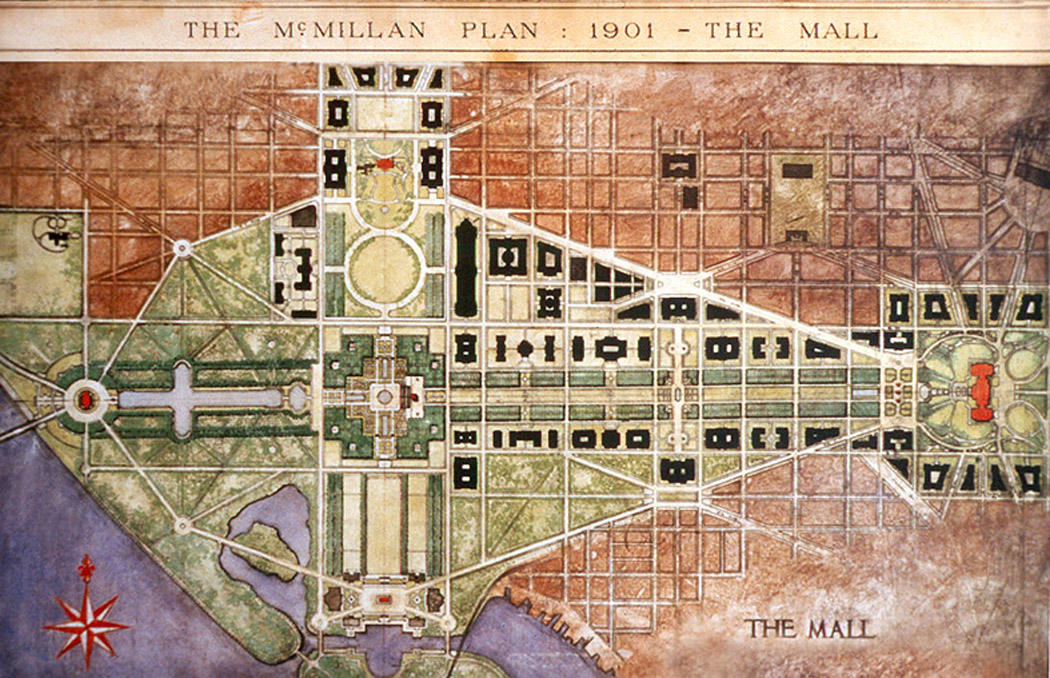
Der 1902 vorgestellte McMillan-Plan zur Stadtentwicklung

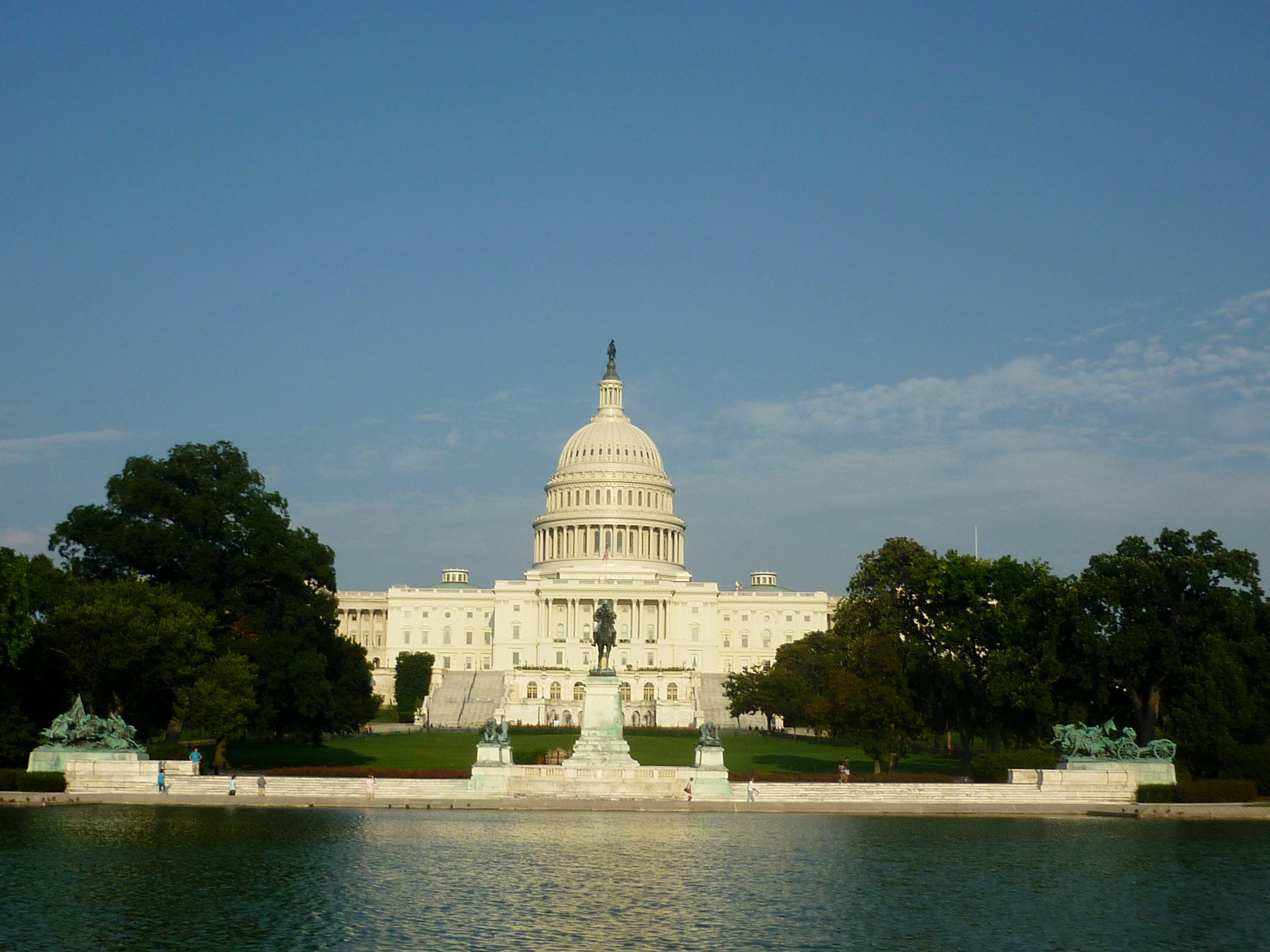
Das Kapitol in Washington, D.C. (2012)

1902 stellte eine Senats-Kommission einen Masterplan für die Entwicklung von Washington vor, der nach dem Vorsitzenden der Kommission, James McMillan aus Michigan als McMillan-Plan bekannt wurde. Dabei wurden insbesondere die bisherigen viktorianischen Parkanlagen durch die National Mall in ihrer heutigen Form als offener Raum mit flankierenden öffentlichen Gebäuden ersetzt. Im Zuge des New Deal wurden in Washington ab den 1930er Jahren zahlreiche neue Gebäude errichtet oder saniert.
Die Stadt hat seit 1974 einen Stadtrat und wählt einen Bürgermeister. Jedoch hat diese Volksvertretung nur eingeschränkte Kompetenzen. Der Kongress hat jederzeit die Möglichkeit, über diese lokale Volksvertretung hinweg Beschlüsse für die Hauptstadt zu fassen. Auch kann er den Stadtrat auflösen.
Die Wahlrechte der Bürger von Washington sind auch auf nationaler Ebene eingeschränkt. Erst seit dem 23. Verfassungszusatz, der 1961 in Kraft trat, dürfen die Einwohner des District of Columbia den Präsidenten mitwählen. Die Zahl der ihnen zustehenden Wahlmänner ist jedoch auf die des bevölkerungsärmsten Staates beschränkt. Dadurch stellt der District of Columbia drei Wahlmänner; allerdings wären es momentan auch ohne diese Klausel nicht mehr. Im Repräsentantenhaus ist der Distrikt seit 1970 mit einem nicht stimmberechtigten Beobachter vertreten, im Senat gar nicht. Dadurch ergibt sich die weltweit einmalige Besonderheit, dass die Bewohner der Hauptstadt eines demokratischen Staates ihr Parlament nicht mitwählen dürfen.
1978 wurde ein Verfassungszusatz vom Kongress verabschiedet, der den Bürgern Washingtons die gleiche Vertretung im Kongress gestattet hätte, als wäre der District of Columbia ein Staat. Statt der erforderlichen Dreiviertelmehrheit von 38 Staaten wurde der Verfassungszusatz aber nur von 16 Staaten innerhalb der siebenjährigen Frist ratifiziert. Im Januar 2009 wurde ein Gesetzesvorschlag für den „District of Columbia House Voting Rights Act of 2009“ in den Kongress eingebracht, der den District of Columbia zu einem Wahlkreis für das Repräsentantenhaus machen würde. Eine Repräsentation im Senat ist jedoch nicht vorgesehen. Der Gesetzesvorschlag wurde vom Senat mit deutlicher Mehrheit beschlossen, kam jedoch ins Stocken, als Senator John Ensign aus Nevada einen Gesetzeszusatz vorschlug, der dem District of Columbia das Recht, Waffenbesitz zu beschränken, entziehen würde. Dieser Zusatz wurde ebenso beschlossen. Im Repräsentantenhaus konnte bislang keine Einigkeit darüber erzielt werden, wie mit den beiden Vorschlägen verfahren werden soll.
Im Januar 2021 wurde mit dem Washington, D.C. Admission Act H.R. 51 eine 2020 schon einmal versandete Gesetzesinitiative erneut eingebracht mit dem Ziel, aus Washington, D.C., einen eigenen regulären Bundesstaat mit eigenen Abgeordneten zu machen. Es gehe nicht an, dass 700.000 Einwohner im Kongress nicht stimmberechtigt seien.

## Bevölkerung

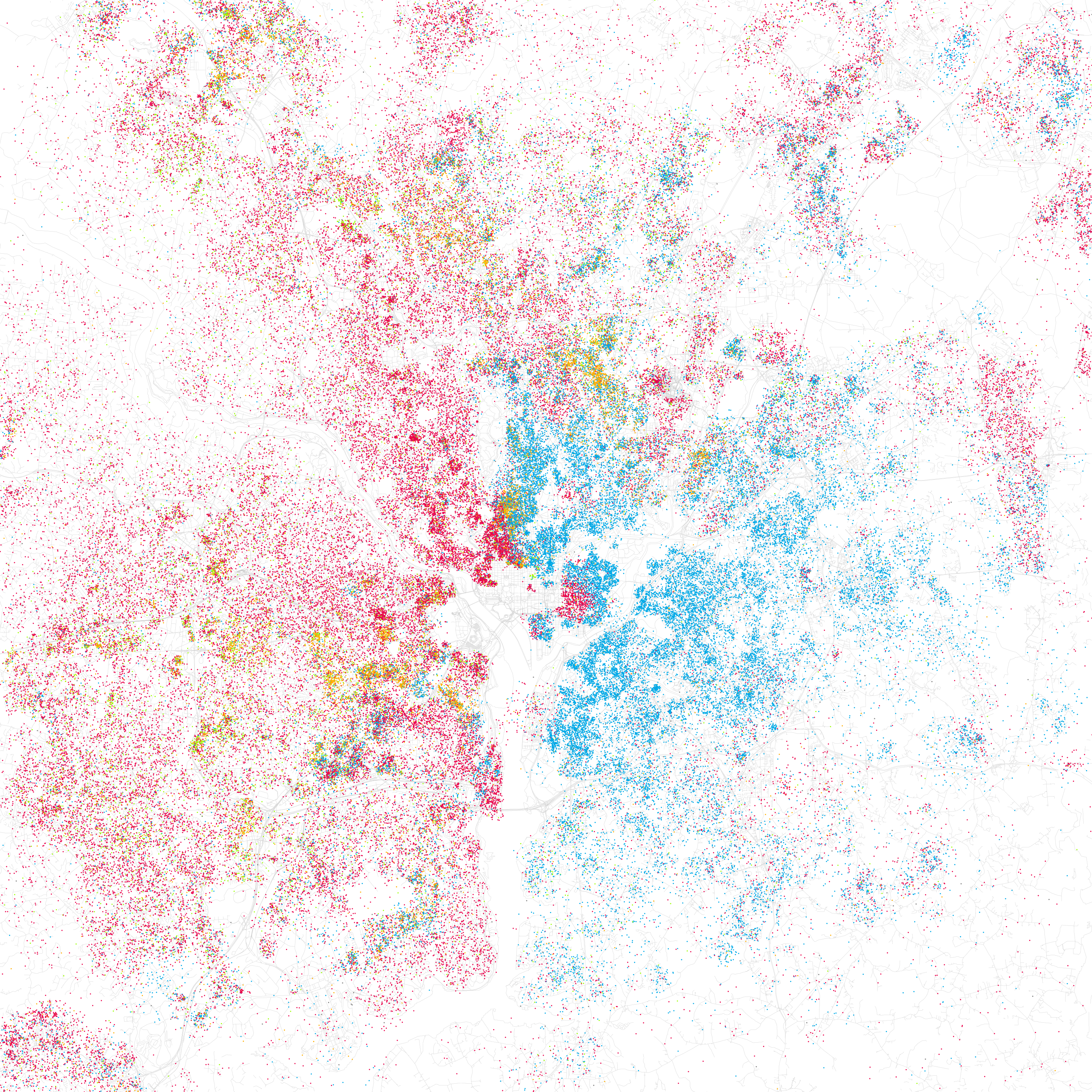
Ethnische Bevölkerungsverteilung in Washington, D.C. (2000). Weiß, Schwarz oder Afroamerikanisch, Asiatisch, Latino.

| Volkszählung Jahr | Bevölkerung |
| ----------------- | ----------- |
| 1800              | 8.144       |
| 1810              | 15.471      |
| 1820              | 23.336      |
| 1830              | 30.261      |
| 1840              | 33.745      |
| 1850              | 51.687      |
| 1860              | 75.080      |
| 1870              | 131.700     |
| 1880              | 177.624     |
| 1890              | 230.392     |
| 1900              | 278.718     |
| 1910              | 331.069     |
| 1920              | 437.571     |
| 1930              | 486.869     |
| 1940              | 663.091     |
| 1950              | 802.178     |
| 1960              | 763.956     |
| 1970              | 756.510     |
| 1980              | 638.333     |
| 1990              | 606.900     |
| 2000              | 572.059     |
| 2010              | 601.723     |
| 2020              | 689.545     |

### Ethnien
Im Jahr 2015 wurde die Bevölkerung auf 672.228 Personen geschätzt, eine Zunahme seit dem letzten Census 2010 von 11,7 %. Washington, D.C. hatte 2010 offiziell 601.723 Einwohner (US Census 2010), davon 50,7 % Schwarze oder Afroamerikaner, 38,5 % Weiße, 3,5 % Asiaten, 0,3 % Indigene, 0,1 % Hawaiianer oder von anderen Pazifikinseln stammend. 2,9 % zwei oder mehr Gruppen zugehörig. 9,1 % der Gesamtbevölkerung waren Hispanics oder Latinos jedweder Ethnie.

### Religion
Die mitgliederstärksten Religionsgemeinschaften waren im Jahr 2000 die römisch-katholische Kirche mit 160.048, die American Baptist Churches USA mit 51.836, die Southern Baptist Convention mit 38.852 und die anglikanische Episcopal Church mit 19.698 Anhängern. 60.479 Einwohner waren islamischen und 25.500 jüdischen Glaubens.

### Bildung
Von den fünf Universitäten der Stadt sind die bekanntesten die Georgetown University (gegründet 1789), die George Washington University (gegründet 1821) und die Howard University (gegründet 1867 und eine der ältesten Universitäten für die afroamerikanische Bevölkerung).

## Politik
Durch seinen einzigartigen Status als Bundesdistrikt ist die Politik von Washington, D.C. und die politische Vertretung der Bewohner durch einige Besonderheiten ausgezeichnet:

### Stadtpolitik
Washington untersteht direkt dem Kongress der Vereinigten Staaten, der die endgültige Entscheidungsgewalt hat.
Von 1802 bis 1871 hatte der Distrikt eine Form der kommunalen Regierung, bei der die Verwaltungsstrukturen von Georgetown, einer zum Stadtteil gewordenen ehemaligen Stadt auf Distriktsgebiet, erhalten blieben. Hierdurch gab es getrennte Verwaltungen für Georgetown, die Stadt Washington, den Bezirk Washington und – bis zur Rückgabe an Virginia – die Stadt Arlington. Bestimmte Aufgaben wurden jedoch gemeinsam übernommen, wie z. B. die Verwaltung der 1861 gegründeten Stadtpolizei. Dies erwies sich als ineffizient, so dass die Infrastruktur mit dem wachsenden Washington nicht mithielt und der Lebensstandard sank.
1871 wurde daher die Stadtregierung durch den Kongress reformiert, bei dem eine gemeinsame Regierung für den gesamten Distrikt geschaffen wurde. Diese bestand aus einem vom Präsidenten ernannten elfköpfigen Oberhaus sowie einem vom Volk gewählten Unterhaus mit 22 Mitgliedern. Weiterhin gab es eine Modernisierungsbehörde. Wie in Bundesstaaten gab es auch einen Gouverneur, der aber vom Präsidenten ernannt wurde. Die umfänglichen Modernisierungsmaßnahmen führten schnell zum finanziellen Kollaps der Stadt, weswegen schon nach zwei Gouverneuren im Jahr 1874 die vom Volk gewählte Regierung abgeschafft wurde.
Von 1874 bis 1967 wurde die Stadt von einem dreiköpfigen Komitee geführt: zwei vom Präsidenten nach Zustimmung des Senats ernannten Kommissaren und einem Ingenieur vom United States Army Corps of Engineers. Einer der drei wurde als Vorsitzender bestimmt und übernahm die vormalige Rolle des Gouverneurs. Ab 1967 ernannte der Präsident einen Bürgermeister und neun Stadträte. Mehrere Versuche, eine echte Volksvertretung einzuführen, scheiterten in den Jahren 1948 bis 1968.
Erst 1973 wurde ein Gesetz verabschiedet, das der Stadt einen Bürgermeister und einen Stadtrat mit 13 Stadträten gab. Die Stadt ist in acht Stimmbezirke aufgeteilt, die jeweils einen Stadtrat wählen. Die restlichen fünf Räte werden von der ganzen Stadt gewählt. Weiterhin gibt es beratende Nachbarschaftskomitees.
Alle Gesetze, die vom Stadtrat beschlossen werden, bedürfen der nachfolgenden Zustimmung des Kongresses. Bestimmte Befugnisse sind dem Stadtrat auch ausdrücklich genommen. So dürfen z. B. die Zuständigkeiten der Gerichte im Distrikt nicht verändert werden. Die gesetzliche Höhenbeschränkung für Gebäude im Distrikt darf ebenso nicht verändert werden.
Im Jahr 2020 waren elf Stadträte Demokraten und zwei parteilos („Independents“). Die Republikaner stellen seit dem Jahr 2009 keinen Stadtrat mehr.

### Kongress
Der Distrikt wählt einen Delegierten für das Repräsentantenhaus, der zwar in Ausschüssen mitstimmen darf, aber nicht bei allgemeinen Abstimmungen. Im Senat hat der Distrikt keinerlei Vertretung.

### Präsidentschaftswahlen
| Jahr | Demokraten     | Republikaner  |
| ---- | -------------- | ------------- |
| 2024 | 90,3 % 294.185 | 6,5 % 21.076  |
| 2020 | 92,1 % 317.323 | 5,4 % 18.586  |
| 2016 | 90,9 % 282.830 | 4,1 % 12.723  |
| 2012 | 90,9 % 267.070 | 7,3 % 21.381  |
| 2008 | 92,5 % 245.800 | 6,5 % 17.367  |
| 2004 | 89,0 % 202.970 | 9,3 % 21.256  |
| 2000 | 85,2 % 171.923 | 9,0 % 18.073  |
| 1996 | 85,2 % 158.220 | 9,3 % 17.339  |
| 1992 | 84,6 % 192.619 | 9,1 % 20.698  |
| 1988 | 82,6 % 159.407 | 14,3 % 27.590 |
| 1984 | 85,4 % 180.408 | 13,7 % 29.009 |
| 1980 | 74,9 % 130.231 | 13,4 % 26.218 |
| 1976 | 81,6 % 137.818 | 16,5 % 27.873 |
| 1972 | 78,1 % 127.627 | 21,6 % 35.226 |
| 1968 | 81,8 % 139.566 | 18,2 % 31.012 |
| 1964 | 85,5 % 169.796 | 14,5 % 28.801 |

Die Einwohner Washingtons dürfen seit 1964 an den Wahlen zum Präsidenten (und damit auch zum Vizepräsidenten) teilnehmen. Die Zahl der zu bestimmenden Wahlmänner wird hierbei anhand der Bevölkerung so berechnet, als sei der Distrikt ein Bundesstaat. Jedoch darf er keinesfalls mehr Delegierte haben als der kleinste Staat. Mehr stünden der Stadt bei der derzeitigen Bevölkerungszahl aber auch ohne diese Beschränkung nicht zu.
Für den Fall, dass das Wahlmännerkollegium bei der Wahl zum Präsidenten bzw. Vizepräsidenten keine Mehrheit für einen Kandidaten erzielen kann, verliert die Hauptstadt ihr Stimmrecht wieder, da in diesem Fall das Repräsentantenhaus bzw. der Senat die Wahl durchführen, in denen der Distrikt keine (stimmberechtigte) Vertretung hat.
Washington, D.C. gilt als eine Hochburg der demokratischen Partei. Seit 1964 hat die Mehrheit der Wahlberechtigten stets mit einem Vorsprung von mindestens 56 Prozentpunkten für den Präsidentschaftskandidaten der Demokraten gestimmt. Das höchste Ergebnis eines republikanischen Präsidentschaftsbewerbers in Washington, D.C. erreichte Richard Nixon bei der Wahl 1972 mit 21,56 Prozent. Bei der Wahl 2008 erhielt Barack Obama 92,5 Prozent der abgegebenen Stimmen. Die Bürgermeisterwahlen verlaufen in der Regel ähnlich.

### Status-Reformvorschläge

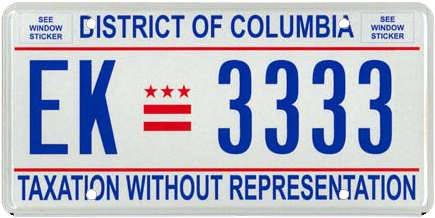
Autokennzeichen aus District of Columbia mit dem Slogan Taxation without representation („Besteuerung ohne Repräsentation“)

Mit Ausnahme der Teilnahme an Präsidentschaftswahlen haben die Einwohner Washingtons keine garantierten Wahlrechte und sind im Vergleich zu den Bewohnern der 50 Bundesstaaten erheblich eingeschränkt. Dies wird immer wieder bemängelt, vor allem von den Einwohnern und Kommunalpolitikern in Washington. Auf den Kfz-Kennzeichen Washingtons wurde hierzu auch der Slogan Taxation without representation („Besteuerung ohne Repräsentation“) verwendet. Dieser lehnt sich an den Slogan No taxation without representation aus der amerikanischen Unabhängigkeitsbewegung an, der die fehlende politische Vertretung der britischen Kolonien in Nordamerika anprangerte, obwohl diese genauso Steuern entrichteten. Analog wird hiermit in Washington darauf hingewiesen, dass die Bewohner Washingtons Bundessteuern zahlen, ohne eine politische Vertretung im Bund zu haben.
Daher gab und gibt es immer wieder Vorschläge, diese Ungleichbehandlung zu beseitigen. Ein Hindernis ist, dass der Distrikt eine Hochburg der Demokraten ist, wodurch verbesserte Wahlrechte der Bewohner gleichbedeutend mit einem Stimmengewinn für diese Partei wären, was wiederum nicht im Interesse der anderen großen Partei, der Republikaner, ist.
Per Gesetz
Eine Variante, die schon zahlreiche Male in den Kongress eingebracht wurde, ist die Herstellung einer Repräsentation per Gesetz. Ein Versuch, den Distrikt wie einen Bundesstaat entsprechender Größe zu behandeln, scheiterte zuletzt 2003 schon früh im Gesetzgebungsprozess. Spätere Vorschläge beschränkten sich darauf, eine Vertretung im Repräsentantenhaus herzustellen. Teilweise wurde versucht, dem Bundesstaat Utah, einer republikanischen Hochburg, weitere Mandate zu geben, um parteipolitische Verschiebungen zu kompensieren. Der letzte Anlauf hierzu wurde 2009 unternommen und scheiterte an Zusätzen, die nicht für beide Kammern des Kongresses annehmbar waren. Zudem ist die Verfassungsmäßigkeit eines solchen Wahlgesetzes umstritten.
Verfassungszusatz
Ein verfassungsrechtlich unzweifelhafter Vorschlag ist, einen Verfassungszusatz zu verabschieden, der den Einwohnern des District of Columbia Wahlrechte zum Kongress gibt. Dies wurde schon erfolgreich im Jahr 1961 beim 23. Verfassungszusatz für das Wahlrecht in den Präsidentschaftswahlen durchgeführt.
Ein entsprechender Zusatz wurde 1978 mit großer Mehrheit von beiden Kammern des Kongresses angenommen. Dieser sah die Aufhebung des 23. Verfassungszusatzes vor und eine Gleichstellung des Distrikts bei Wahlen zum Kongress und Präsidentschaftswahlen, indem Washington wie ein Staat entsprechender Größe behandelt worden wäre. Um in Kraft zu treten, bedurfte dies der Zustimmung von drei Vierteln aller Bundesstaaten, also 38 von 50, innerhalb von sieben Jahren. Dies wurde jedoch deutlich verfehlt. Bis zum Stichdatum im Jahr 1985 hatten lediglich 16 Staaten zugestimmt.
Zuletzt wurde 2009 ein solcher Vorschlag von der Senatorin Lisa Murkowski eingebracht.
Rückgabe an Maryland
Es gibt auch die Idee, den District wieder zu einem Teil Marylands zu machen und die Bewohner somit als Bürger Marylands an Wahlen teilnehmen zu lassen. Der District of Columbia wurde ursprünglich aus Teilen der Staaten Virginia und Maryland geformt. 1846 wurde der von Virginia genommene Teil wieder zurückgegeben. Dies könnte auch mit dem von Maryland abgetretenen Land geschehen, wobei man ggf. bestimmte Flächen im Zentrum, auf denen die Regierungsgebäude stehen, ausnehmen könnte. Es gibt allgemein verfassungsrechtliche Bedenken, da ein Distrikt als Regierungssitz in der Verfassung vorgesehen ist, so dass diese Pläne unter Umständen einen Verfassungszusatz benötigen.
Eine andere Variante dieses Vorschlags sieht vor, die Bürger Washingtons bei nationalen Wahlen wie Bürger Marylands zu behandeln und die Zahl der Abgeordneten im Repräsentantenhaus ggf. entsprechend zu erhöhen. Zwischen 1790 und 1801 wurde dies genau so gehandhabt, sodass der Kongress dies beschließen könnte. Ein entsprechender Vorschlag scheiterte 2004 schon früh im Gesetzgebungsprozess.
Umwandlung zum Bundesstaat
Ein weiterer Vorschlag ist, den Distrikt in einen Bundesstaat umzuwandeln. Dem Kongress obliegt das Recht, neue Staaten in die Union aufzunehmen. In den 1980er Jahren gab es zwei Versuche, eine Verfassung für einen neuen Staat „New Columbia“ zu verabschieden. Dies wurde auch von den Einwohnern Washingtons ratifiziert. Im Kongress konnten derartige Pläne keine Zustimmung finden. Zuletzt lehnte 1993 das Repräsentantenhaus mit deutlicher Mehrheit einen derartigen Vorschlag ab. Es gibt nicht zuletzt auch hier verfassungsrechtliche Bedenken, da ein Distrikt als Regierungssitz in der Verfassung vorgesehen ist.

Das Siegel des District of Columbia

### Siegel
Das Siegel des District of Columbia zeigt eine Personifizierung der Göttin Justitia, die einen Kranz an einer Statue des ersten US-Präsidenten George Washington ablegt. Im Hintergrund rechts ist das Kapitol, Sitz der Legislative der Vereinigten Staaten von Amerika, zu sehen. Im Hintergrund links fährt ein Zug über ein Viadukt vor einer aufgehenden Sonne.
Auf einem Spruchband steht das lateinische Motto:
justitia omnibus
(„Gerechtigkeit für alle“)
Die Jahreszahl 1871 verweist auf das Jahr, in dem der District of Columbia durch den District of Columbia Organic Act in seiner gegenwärtigen Form eingerichtet wurde.

### Städtepartnerschaften
Washington hat vierzehn Partnerstädte:
- Bangkok, Thailand, seit 1962
- Dakar, Senegal, seit 1980
- Peking, Volksrepublik China, seit 1984
- Brüssel, Belgien, seit 1985
- Paris, Frankreich, seit 2000
- Athen, Griechenland, seit 2000
- Pretoria, Südafrika, seit 2002
- Accra, Ghana, seit 2006
- Seoul, Südkorea, seit 2006
- Sunderland, Vereinigtes Königreich, seit 2006
- Ankara, Türkei, seit 2011
- Rom, Italien, seit 2011
- Brasília, Brasilien, seit 2013
- Addis Abeba, Äthiopien, seit 2013

### Ort von Protesten und Großveranstaltungen
Die National Mall zwischen dem Kapitol und dem Lincoln Memorial dient des Öfteren zum Aufmarsch von Massenkundgebungen und für andere Großveranstaltungen: Garten und Vorgarten des Weißen Hauses grenzen an die Prachtallee und vom Washington Monument hat man einen guten Blick auf den Amtssitz des Präsidenten.

### Internationale Organisationen
Washington ist Sitz der Organisation Amerikanischer Staaten (OAS), der Weltbank, des Internationalen Währungsfonds (IWF) und des Regionalbüro USA der Weltgesundheitsorganisation (WHO).

## Wirtschaft
Das Bruttoinlandsprodukt pro Kopf im Distrikt betrug 2016 160.472 US-Dollar, womit das BIP pro Kopf höher liegt als in allen Bundesstaaten der USA. Seinen Wohlstand verdankt Washington D.C. vor allem seinem Status als administratives und politisches Zentrum der Vereinigten Staaten. Zu den wichtigsten Bereichen der lokalen Wirtschaft gehören Tourismus, Finanzen, Bildung, Gesundheit und Forschung. Der Staat beschäftigt einen großen Teil der Arbeitnehmer in Washington D.C. Diplomatische Institutionen und private Stiftungen beschäftigen ebenfalls eine hohe Anzahl an Einwohnern. Die Arbeitslosenquote lag im November 2017 bei 6,4 % (Landesdurchschnitt: 4,1 %). In einer Rangliste der wichtigsten Finanzzentren weltweit belegte Washington D.C. den 49. Platz (Stand: 2018).
Trotz des hohen Durchschnittseinkommens ist die Stadt für ihre sozialen Probleme bekannt. 2013 lebten 18,9 % der Bevölkerung in Armut, was an der extrem hohen Einkommensungleichheit liegt. Die Quote der Einwohner, die Lebensmittelhilfen vom Staat beziehen, war im selben Jahr die höchste des Landes. Eine hohe Kriminalitätsrate macht Washington D.C. zudem zu einer der gefährlichsten Großstädte der USA.
In einer Rangliste der Städte nach ihrer Lebensqualität belegte Washington D.C. im Jahre 2019 den 53. Platz unter 231 untersuchten Städten weltweit.

## Verkehr

### Straße
Die Stadt mitsamt einiger Vororte wird von der Ringautobahn Capital Beltway umschlossen, die sich aus den Highways Interstate 495 (Capital Beltway) und Interstate 95 zusammensetzt.
Das öffentliche Personennahverkehrs-System aus Stadt- und Expressbus-Linien heißt Metrobus und wird seit 1973 von der Verkehrsgesellschaft Washington Metropolitan Area Transit Authority (WMATA) betrieben. Es bedient über das Stadtgebiet hinaus auch angrenzende Gebiete in den Bundesstaaten Virginia und Maryland. Die erste umfassende Busnetzumstellung seit Gründung der WMATA soll unter dem Titel Better Bus Service am 29. Juni 2025 umgesetzt werden.
Ein unabhängig von der WMATA im Auftrag des Verkehrsamts District Department of Transportation zuletzt durch RATP Dev betriebenes, vorwiegend touristisch ausgerichtetes Busnetz namens DC Circulator bestand von 2005 bis 2024. Ein 2022 getroffener Beschluss des Rates des District of Columbia zu kostenfreiem Nahverkehr beim Metrobus-System wurde (Stand 2025) nicht umgesetzt.

### Schiene

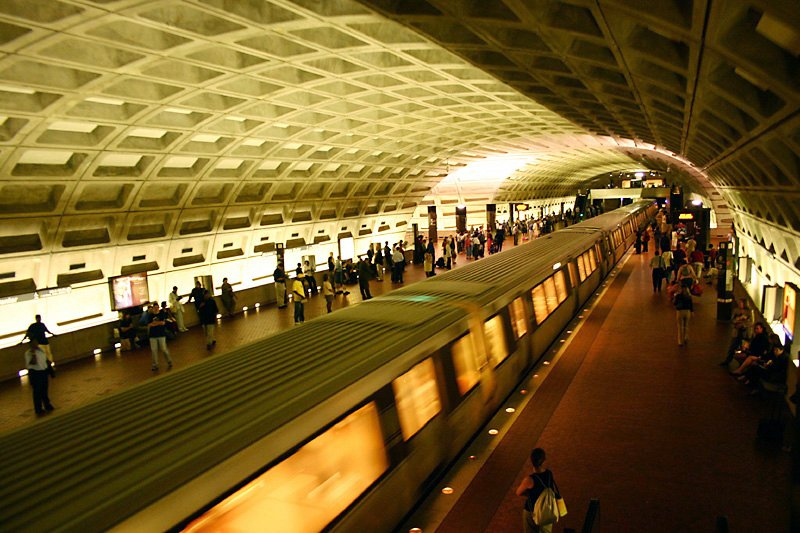
Bild von der oberen Plattform des Metro Centers

Der Hauptbahnhof Washington Union Station wird von Amtrak-Fernzügen auf dem Nordost-Korridor und auf weiteren Linien angefahren. Vorortzüge des von der staatlichen Verkehrsgesellschaft des Bundesstaats Maryland organisierten MARC Train fahren auf drei Linien nach Washington. Vorortzüge des von zwei Körperschaften im Bundesstaat Virginia organisierten Virginia Railway Express fahren auf zwei Linien nur im Berufsverkehr nach Washington.
Der Virginia Avenue Tunnel ist ein innenstadtnaher, von Güterzügen genutzter Eisenbahntunnel, der 1872 eröffnet und bis 2018 für zeitgemäße Anforderungen neu gebaut wurde.
Die Metro Washington wurde 1976 eingeweiht. Das Netz ist im Jahr 2023 mit 208 km das zweitgrößte der USA und hat nach der New York City Subway und der Chicago ’L’ die dritthöchste Zahl von Fahrgästen. Seit 2014 besteht es aus sechs Linien, die durch Farbnamen unterschieden werden, und wurde zuletzt im Jahr 2022 verlängert. Die Metro wird von der im Jahr 1967 gegründeten, den District of Columbia und Counties in den angrenzenden Bundesstaaten übergreifenden Washington Metropolitan Area Transit Authority (WMATA) betrieben.
Das ehemals sehr umfangreiche Straßenbahnsystem wurde 1962 stillgelegt. Die 2016 neu eröffnete Straßenbahn Washington, D.C. besteht aus einer Linie mit acht Haltestellen und wird von RATP Développement im Auftrag des Verkehrsamts District Department of Transportation betrieben. Die Strecke führt vom Hauptbahnhof Washington Union Station ostwärts entlang der H Street, biegt am Ende dieser Straße in die Benning Road ab und endet am Langston Golf Course am Westufer des Anacostia River in der Nähe des Robert F. Kennedy Memorial Stadium. Die Mitfahrt ist seit der Eröffnung kostenlos möglich (Stand 2023). Aufgrund der massiven Verzögerung beim Bau, der langen Testphase sowie der deutlich höheren Kosten geriet das ursprünglich deutlich umfangreicher geplante Projekt oft in die Schlagzeilen. Insgesamt wurden mehr als 200 Millionen US-Dollar ausgegeben.

### Luftverkehr
Der nächstgelegene Flughafen ist der Ronald Reagan Washington National Airport. Er liegt am rechten (westlichen) Ufer des Potomac River in Virginia und wird in der Regel nur für den nationalen Flugverkehr verwendet. Washington Dulles International Airport liegt 45 km westlich der Stadt in Virginia und Baltimore-Washington International Airport 65 km nordöstlich in Maryland. Von den beiden letzteren starten sowohl nationale als auch internationale Flüge.

## Kultur

### Sport
In den US-amerikanischen Profi-Ligen kommen fünf Teams aus Washington: Die Washington Commanders (NFL), die Washington Nationals (seit 2005) (MLB) sowie die Washington Capitals (NHL), Washington Wizards (NBA) und D.C. United (MLS). Damit ist Washington in allen jeweiligen Wettkampfklassen der fünf beliebtesten Männersportarten des Landes vertreten. Die Washington Commanders tragen ihre Spiele allerdings in Maryland aus.

### Sehenswürdigkeiten

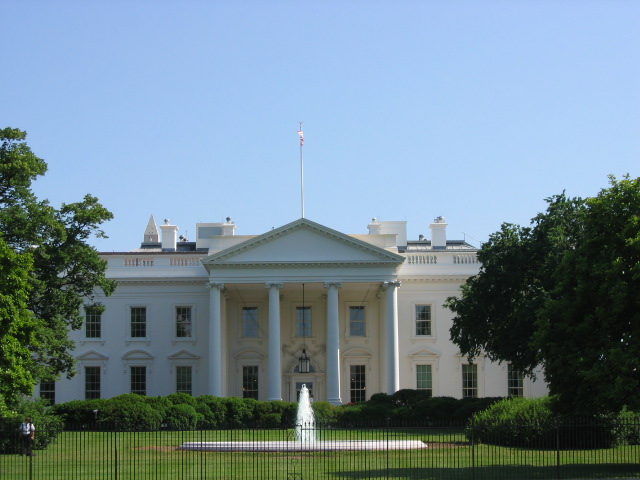
Das Weiße Haus
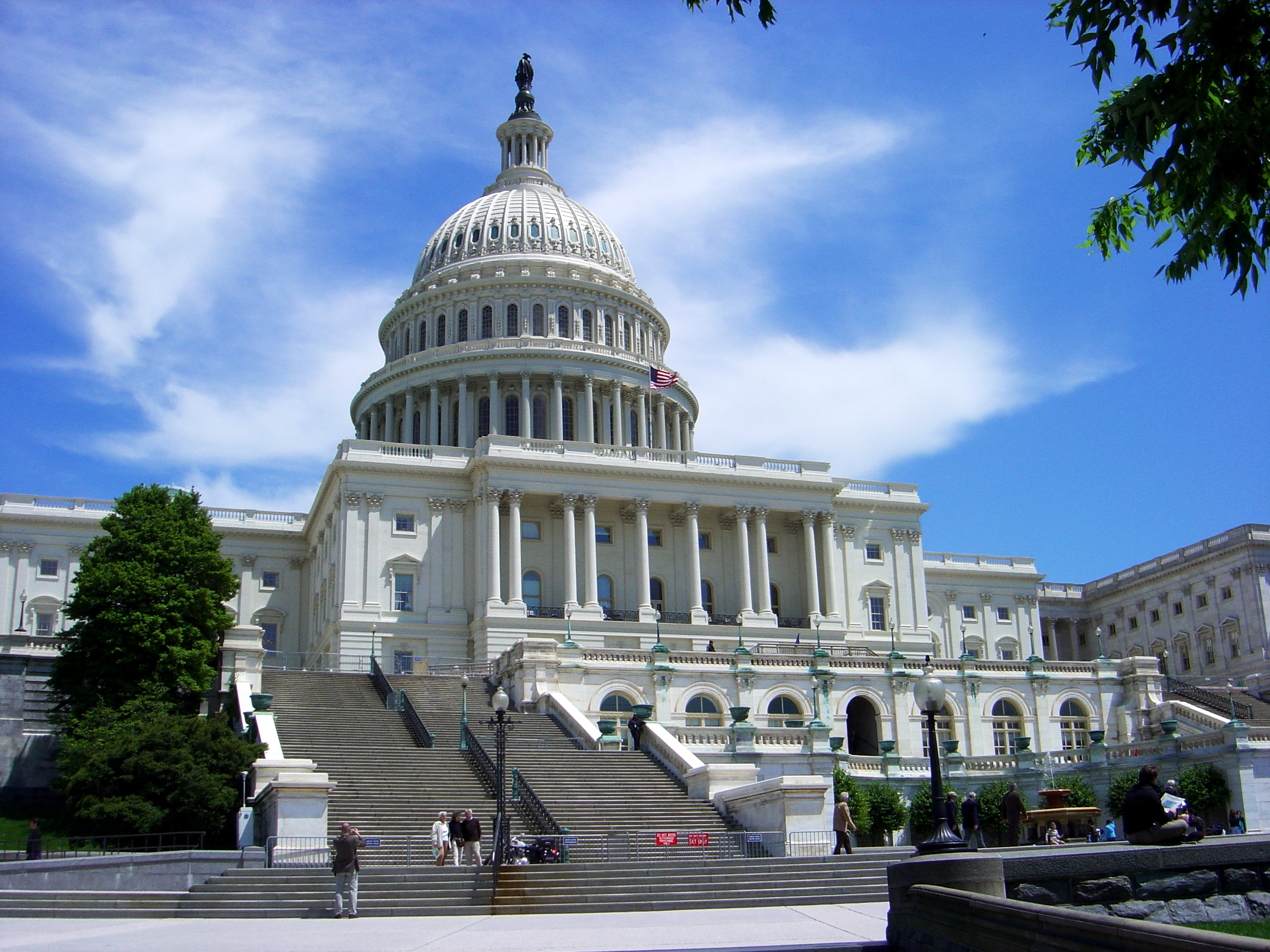
Das Kapitol
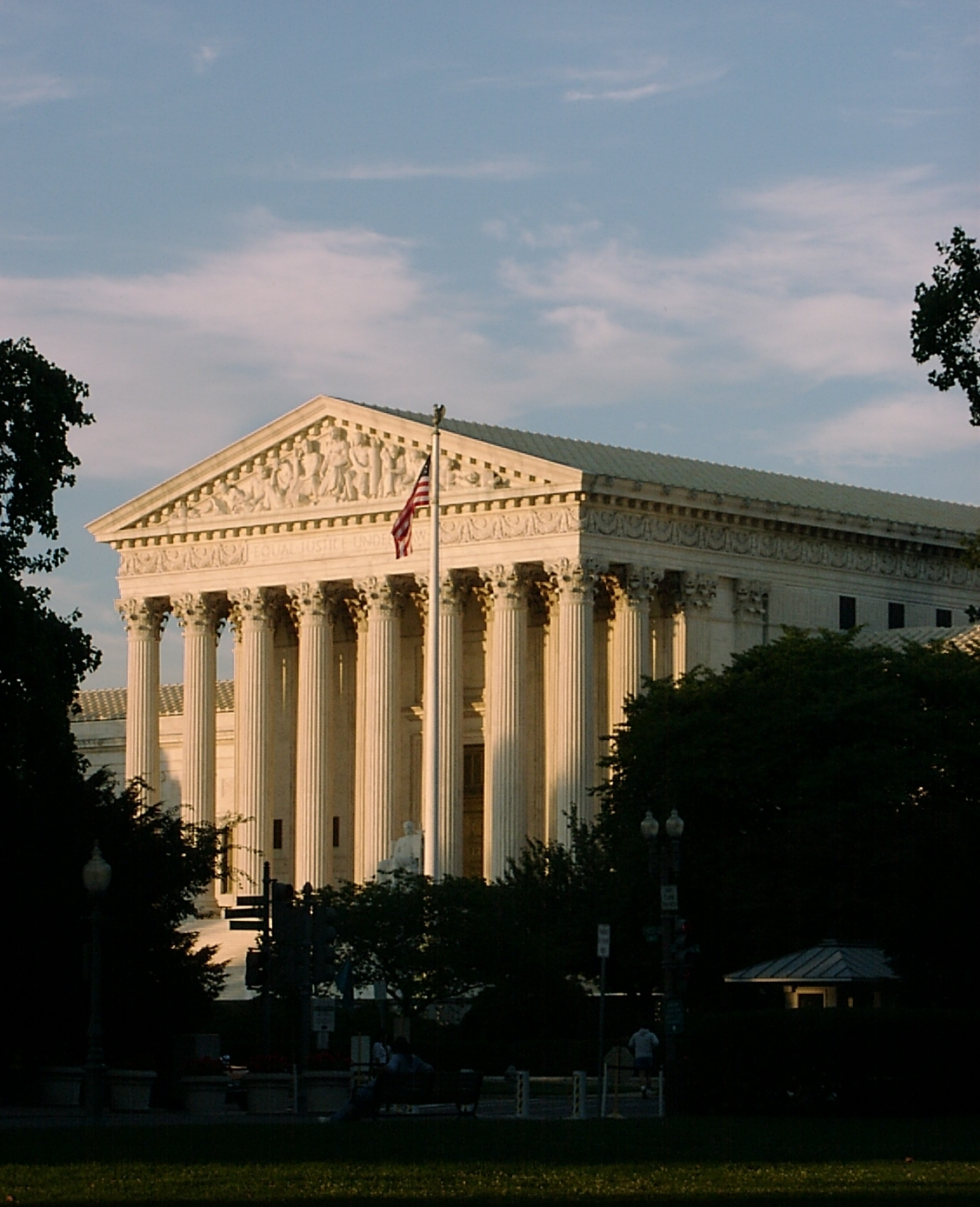
Gebäude des Supreme Court
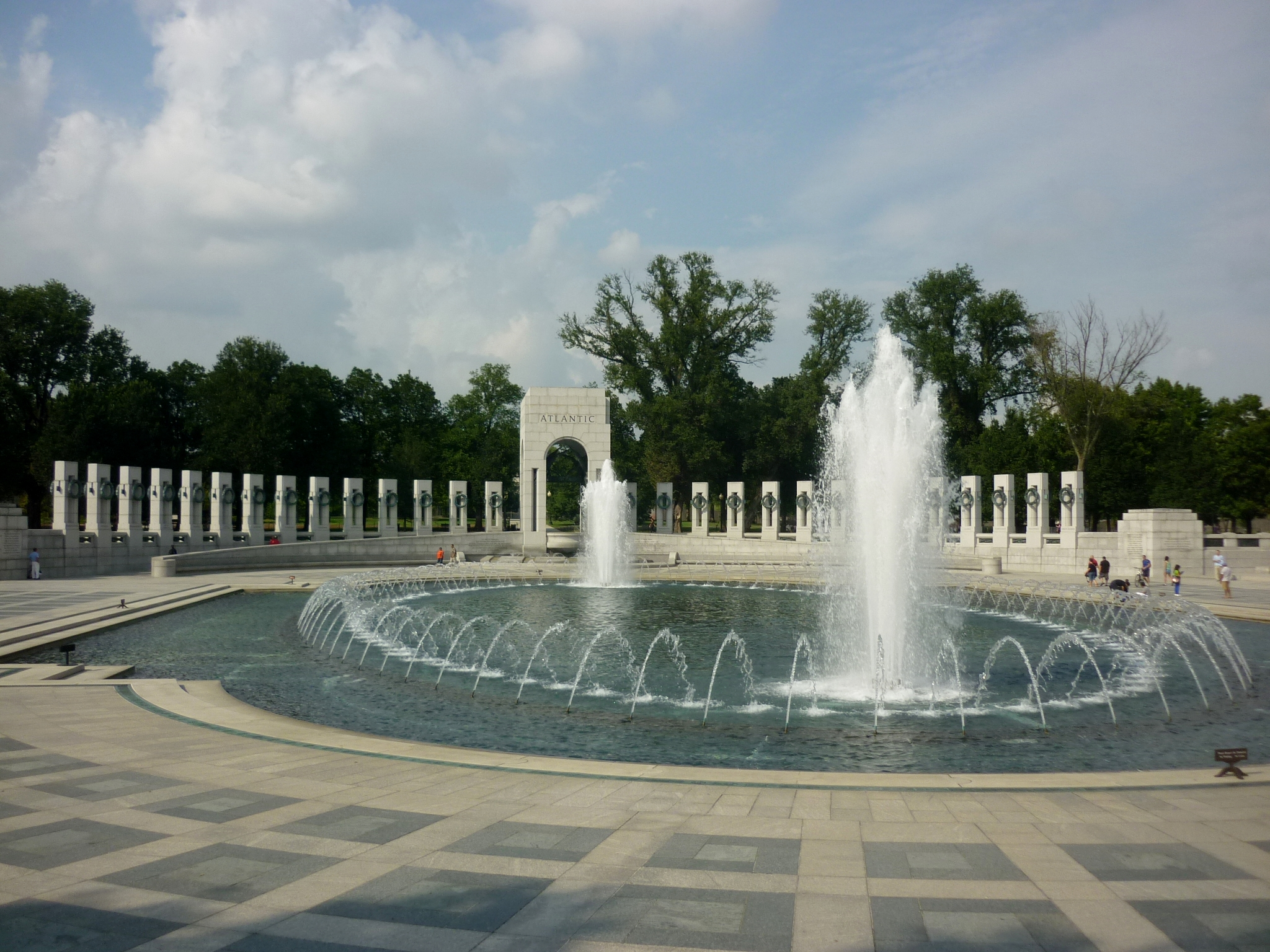
National World War II Memorial
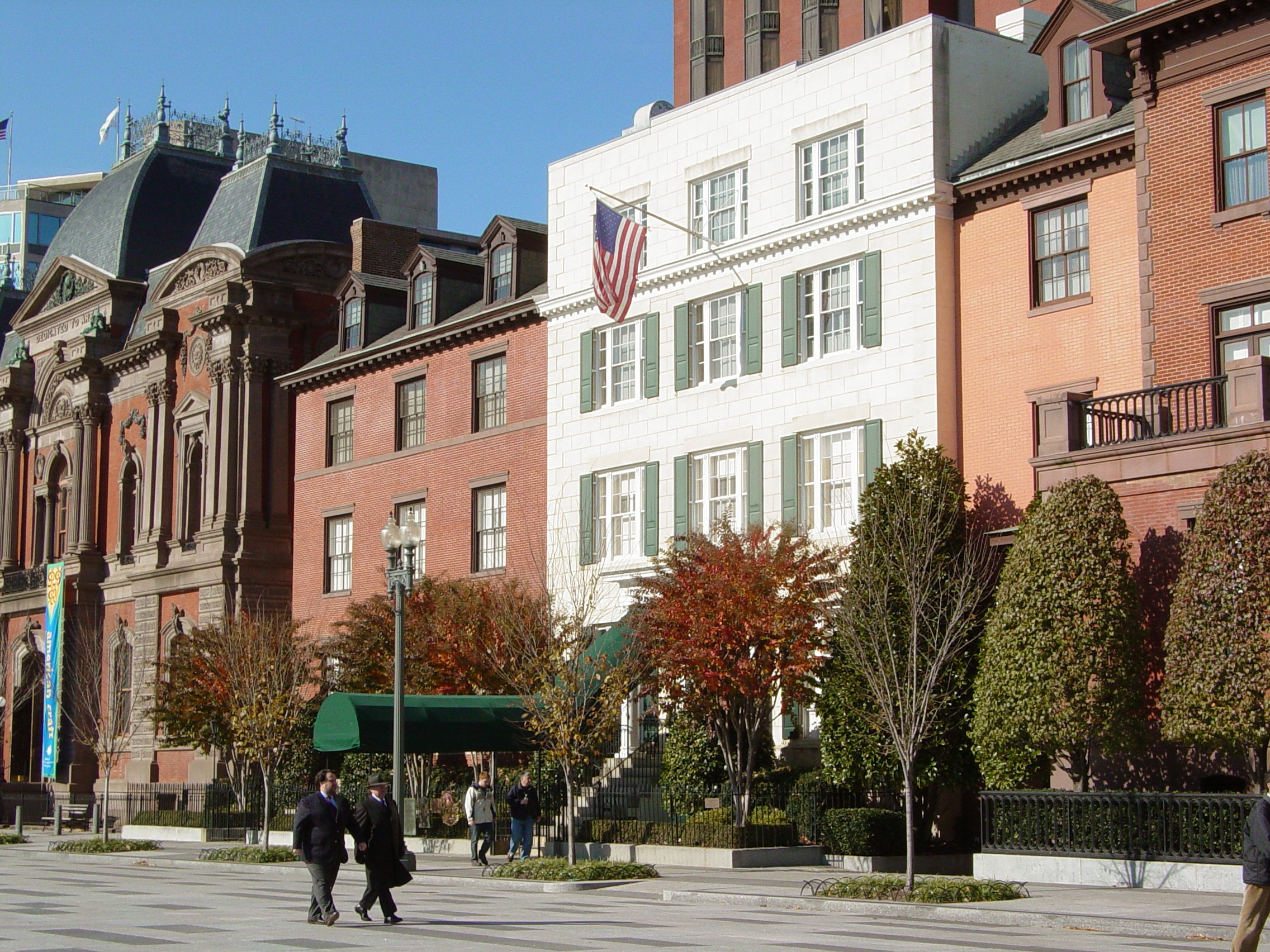
Blair House, Gästehaus des Präsidenten
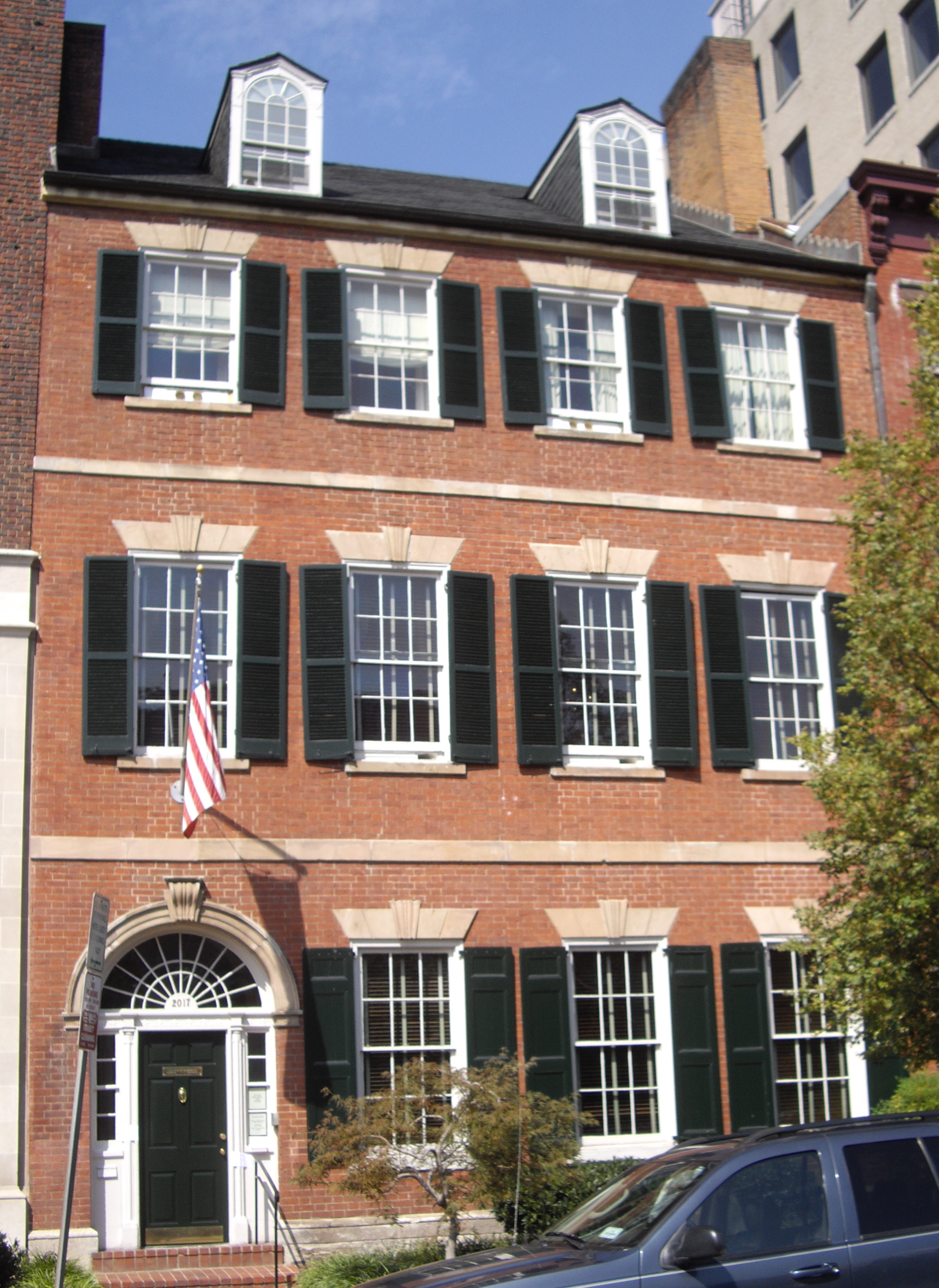
Cleveland Abbe House, historisches Gebäude

 Denkmäler und Gedenkstätten
- Washington Monument
- Jefferson Memorial
- Lincoln Memorial

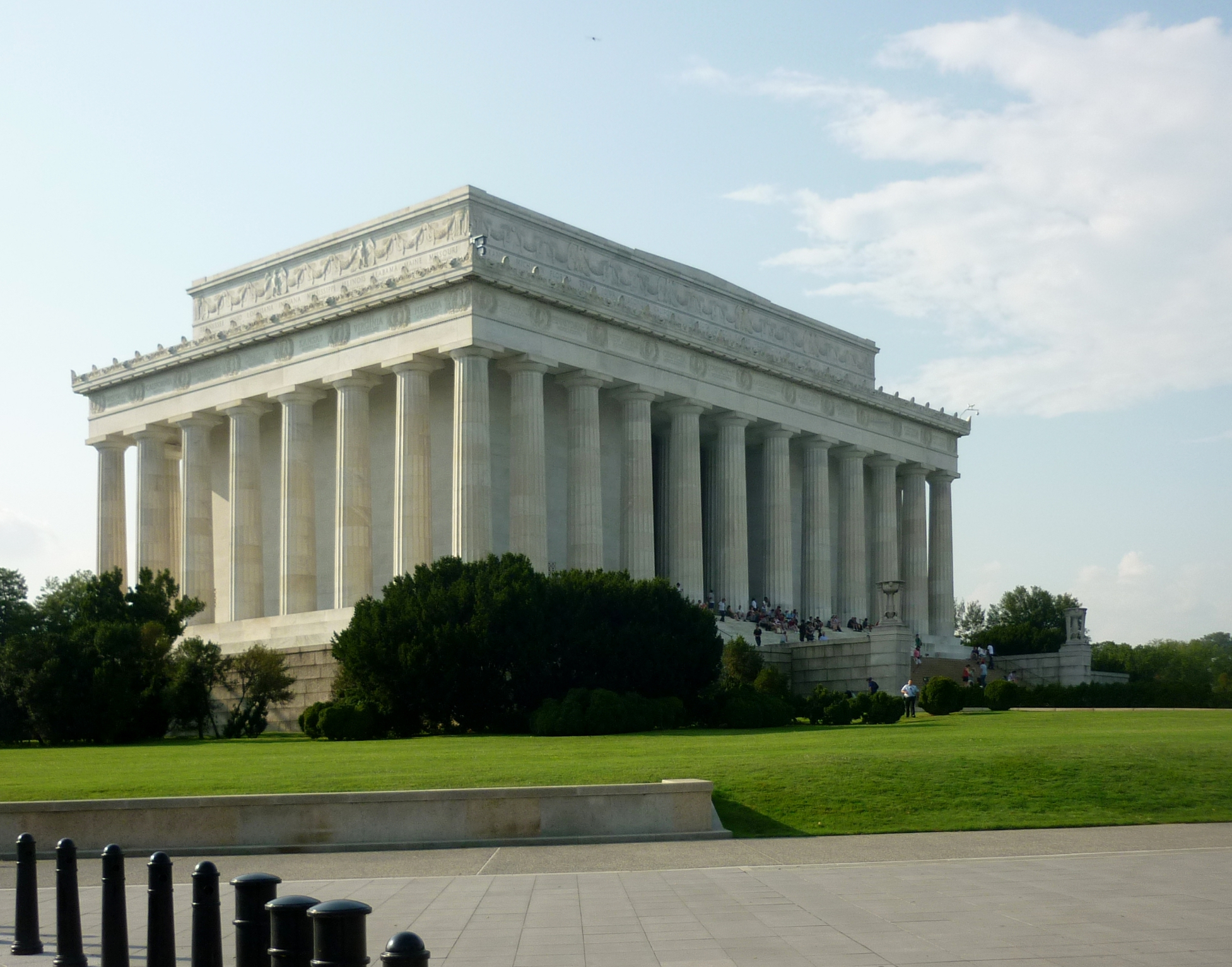
Lincoln Memorial

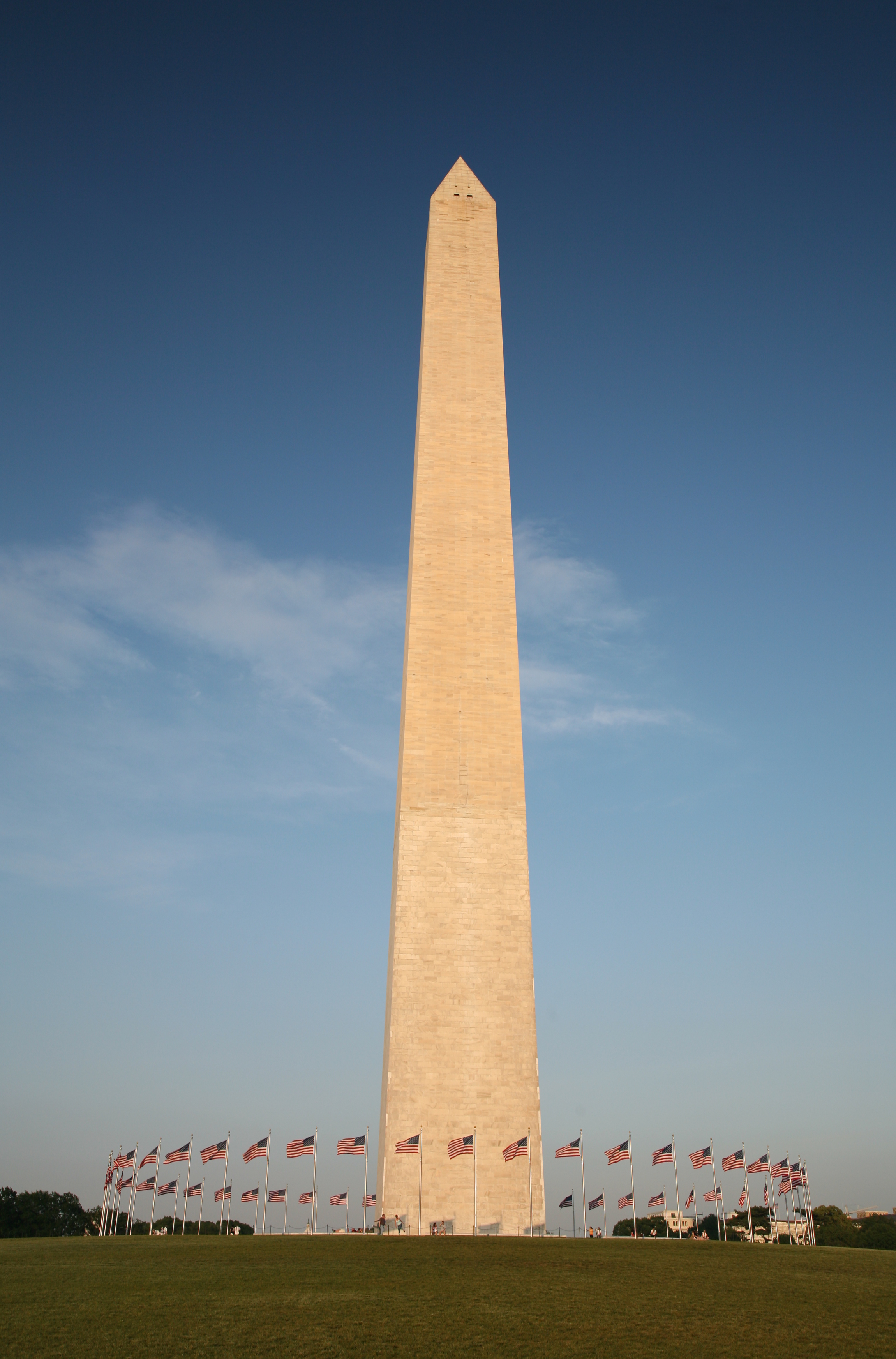
Washington Monument

- Franklin Delano Roosevelt Memorial
- United States Holocaust Memorial Museum
- Second World War Memorial
- Korean War Veterans Memorial
- Vietnam Veterans Memorial
- Denkmal für die Opfer des Kommunismus

 Kirchen
- Washington National Cathedral
- Basilica of the National Shrine of the Immaculate Conception (Nationalheiligtum Basilika der Unbefleckten Empfängnis)
- Church of the Epiphany (Washington, D.C.)
- Cathedral of St. Matthew the Apostle
- Holy Trinity Catholic Church

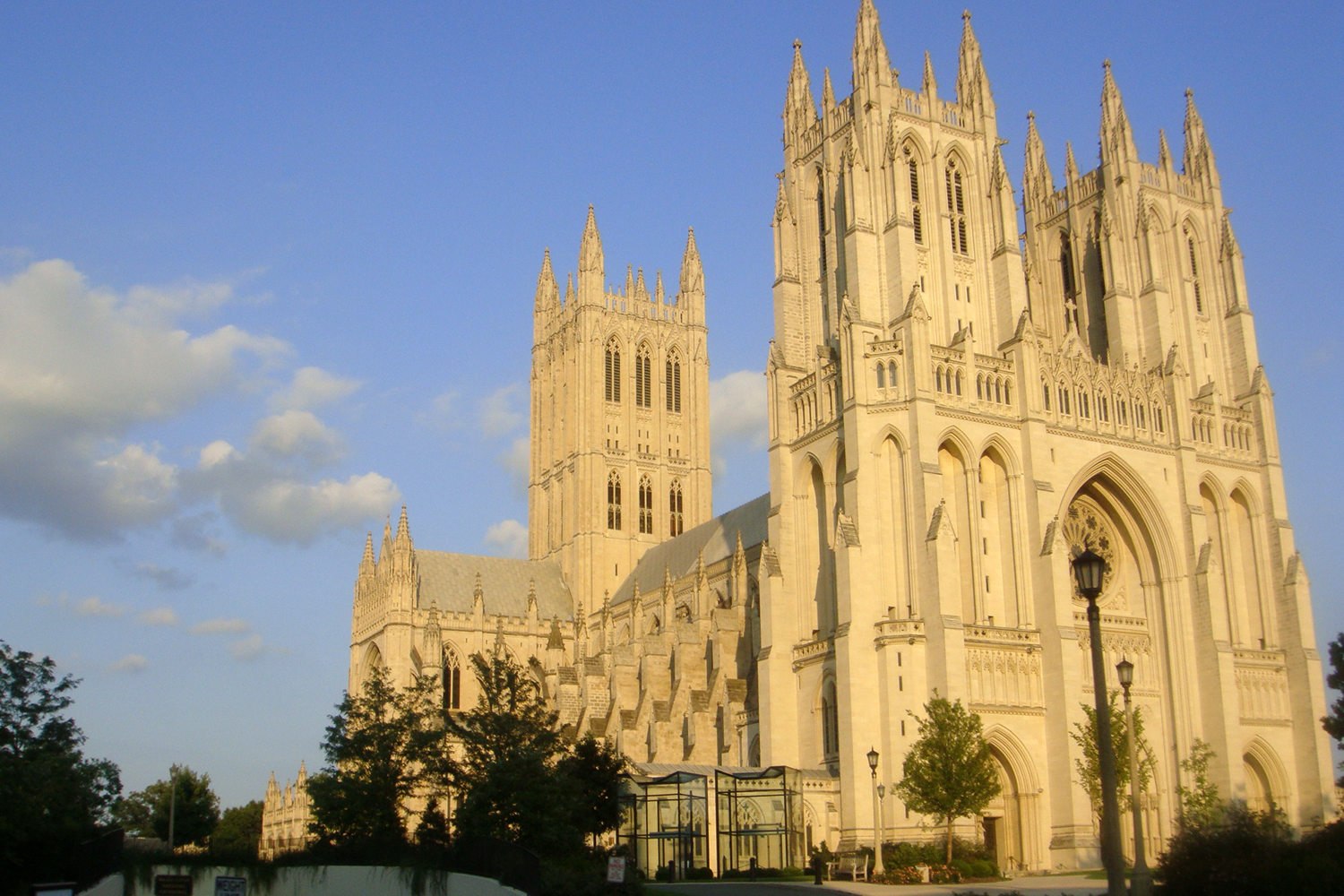
Washington National Cathedral
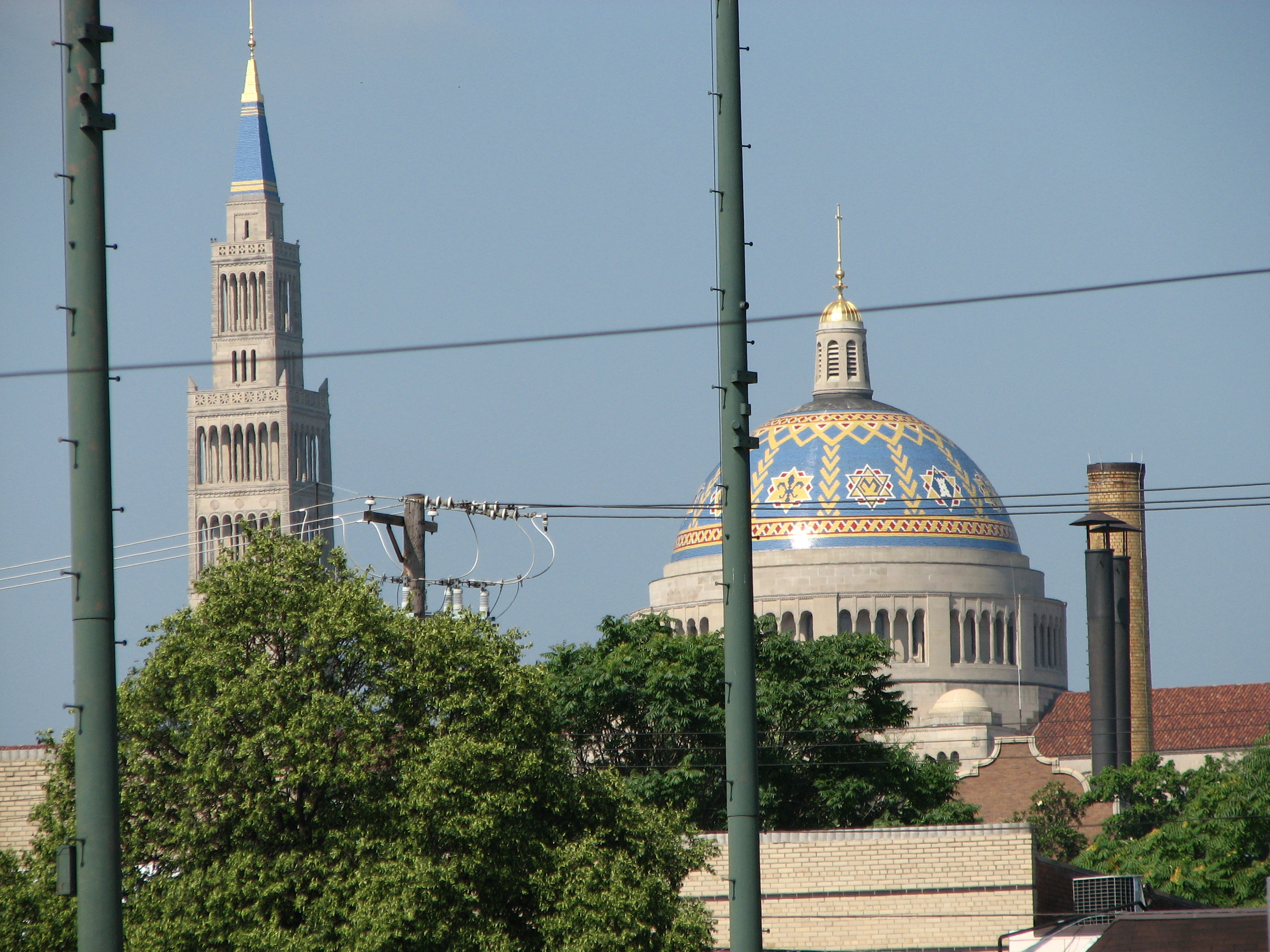
Basilika der Unbefleckten Empfängnis
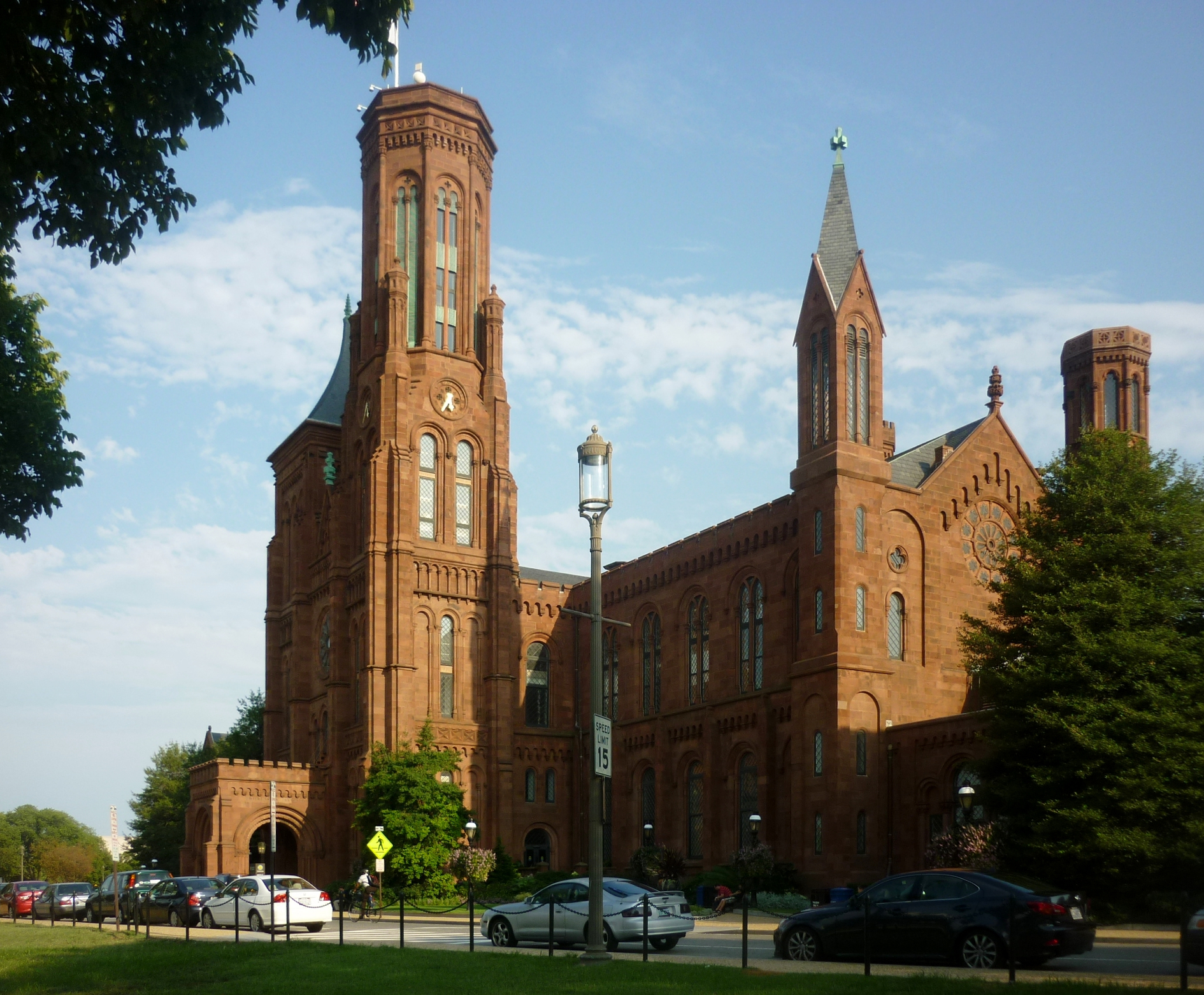
Informationsgebäude der Smithsonian Institution

 Museen
- National Gallery of Art
- Smithsonian Institution, Forschungseinrichtung und größter Museumskomplex der Welt, dazu gehören unter anderem:
  - Hirshhorn Museum and Sculpture Garden, Museum für moderne Kunst
  - National Museum of the American Indian
  - National Air and Space Museum
  - National Zoo
- National Museum of Women in the Arts
- Kreeger Museum, privates Kunstmuseum

 Bibliothek
- Library of Congress

Nationalarchiv
- National Archives and Records Administration

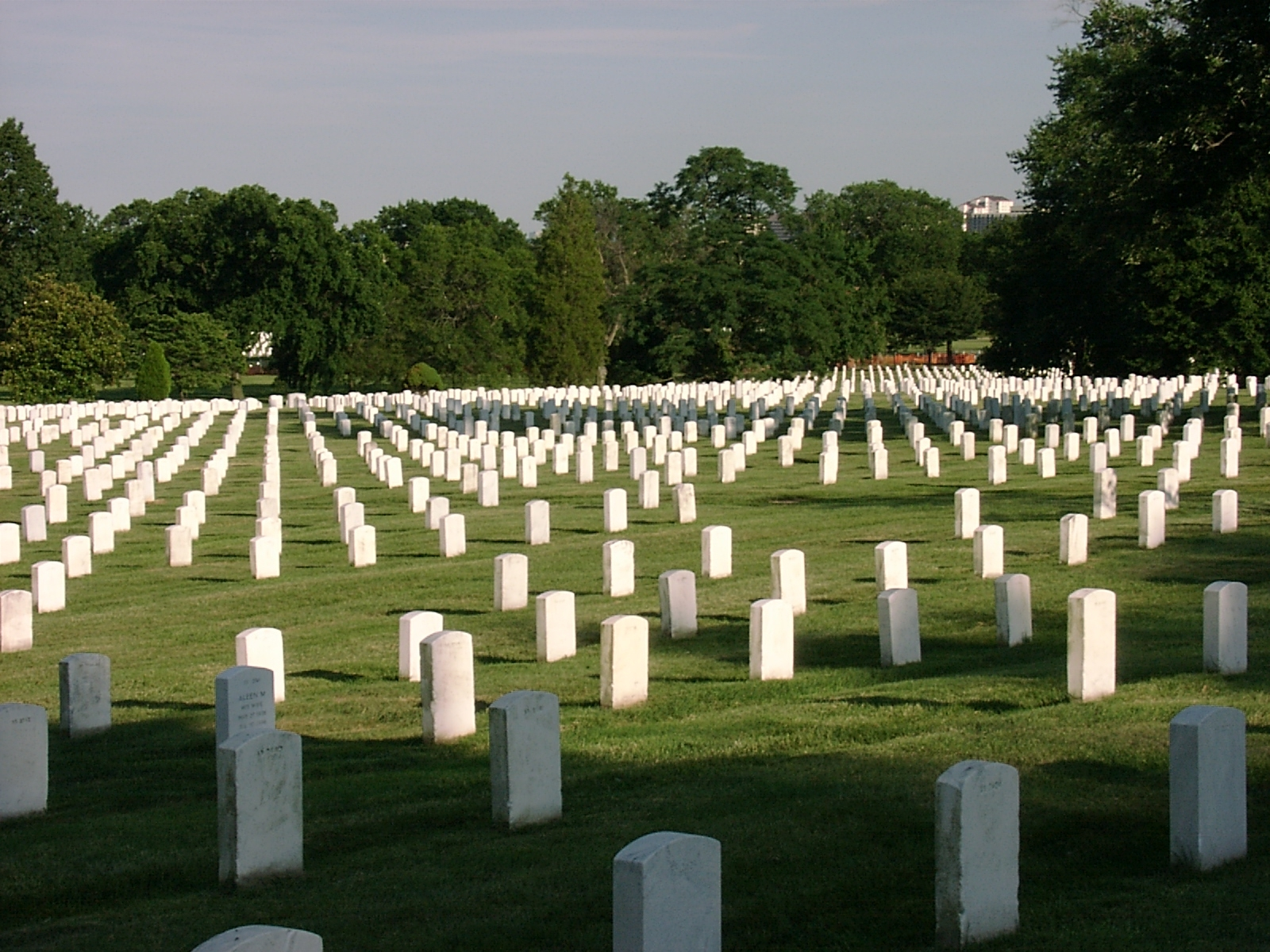
Nationalfriedhof Arlington
Kennedy Center for the Performing Arts
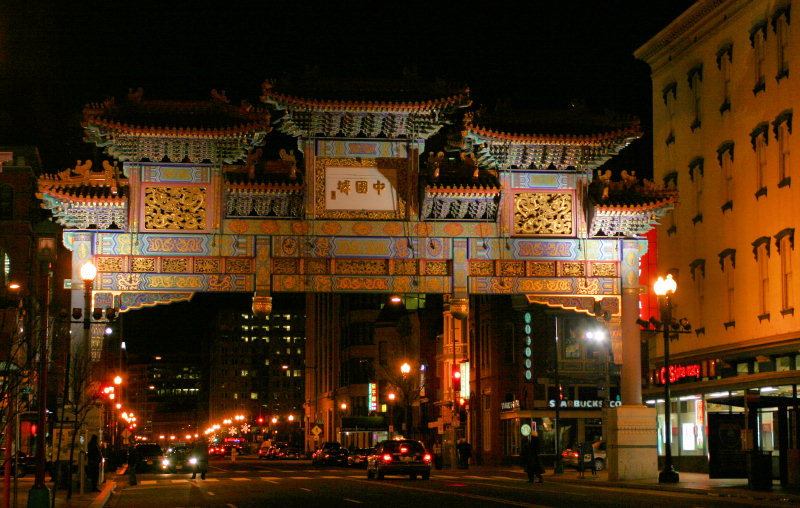
Chinatown

Weitere Institutionen
- Nationalfriedhof Arlington
- Kennedy Center for the Performing Arts

Areale
- Federal Triangle
- National Mall
- Chinatown

Weiteres
- Kennedy-Warren Apartment Building (Höhepunkt des Art déco in der Stadt)

## Weiteres
- In den USA ist der Ausdruck DC als Kurzform von Washington, D.C. verbreitet. „D.C.“ war auch der Titel einer Fernsehserie von The WB, die in Washington, D.C. spielte.
- Der Ausdruck Inside the Beltway bezieht sich auf die Interstate 495, die Washington, D.C., Alexandria (Virginia), Arlington County (Virginia), Fairfax County (Virginia), Falls Church (Virginia), Montgomery County (Maryland) und Prince George’s County (Maryland) umschließt. Sie steht als Metonym für Politiker, Lobbyisten, hohe Regierungsbeamte, hohe Medienvertreter, die untereinander verwoben sind.
- Das Action-Rollenspiel Fallout 3 des Spieleentwicklers Bethesda Game Studios aus dem Jahr 2008 spielt überwiegend im postapokalyptischen Washington, D.C. im Jahr 2277.